# Liste des seigneurs de Machecoul
 (novembre 2012).
Si vous disposez d'ouvrages ou d'articles de référence ou si vous connaissez des sites web de qualité traitant du thème abordé ici, merci de compléter l'article en donnant les références utiles à sa vérifiabilité et en les liant à la section « Notes et références ».
Jusqu’à la révolution, la ville de Machecoul (Loire-Atlantique) était une châtellenie et une seigneurie du Pays de Retz. Les premiers seigneurs de Retz étaient à l'origine des seigneurs de Sainte-Croix (ancien nom de Machecoul). Aux XIIe et XIIIe siècles, la seigneurie de Machecoul fut détachée du Pays de Retz, avant que les seigneurs de Retz n'en reprissent possession.
Machecoul est un lieu chargé d'histoire. Elle a été le fief de différentes familles de seigneurs qui se sont succédé depuis le XIe siècle. Ce sont les familles :
- de Retz, dont une branche prend le nom de Machecoul,
- de Thouars (et consorts : de Maillé et de Belleville),
- de Montaigu,
- de Dreux, dont une branche reprend le nom de Machecoul,
- Chabot (et consort : de Parthenay),
- de Montmorency-Laval, qui reprend le nom de Retz (et consorts : de Coëtivy et de Montfort-Laval),
- de Chauvigny,
- Sauvage (prétendant),
- de Tournemine (prétendants),
- d'Annebault,
- de Clermont,
- de Gondi (et consort : de Créquy),
- de Neufville-Villeroy,
- de Brie-Serrant.

À part celles de Retz, Chabot, Montmorency-Laval et Gondi, ces familles ont été très éphémères à la tête de Machecoul (d'où leur nombre élevé), et se sont souvent succédé par les femmes.

## Maison de Retz (dont une branche de la descendance prend le nom «de Machecoul»)

Armoiries de la maison de Retz : « D'or à la croix de sable ».

L'origine des tout premiers seigneurs de Sainte-Croix (et de Retz) reste inconnue. On dit traditionnellement qu'ils seraient venus de Bretagne : ceci serait prouvé par le prénom du seigneur Harscoët, à consonance bretonne. Pourtant, on trouve des prénoms germaniques au sein de la même famille : l'épouse de Harscoët Ier de Retz est prénommée Ulgarde, ses fils s'appellent Gestin, Urwoit, Hilaire et Aldroin, et Harscoët serait une déformation de Harscoïde, prénom également germanique, ce qui laisse penser que les premiers seigneurs de Retz sont en réalité, au moins au départ, des Francs, et probablement de noblesse carolingienne.
Après les invasions normandes, un chevalier, dit d'origine bretonne, qui prend le nom de seigneur de Retz, s'établit au Pays de Retz (à Machecoul ?) en prenant la place vacante des anciens viguiers. Puis un certain Gestin, vicomte, apparenté au précédent, lui succède. Vient ensuite Gestin Ier de Retz, apparenté aux précédents, qui suit.
- ???? - ???? : Gestin Ier de Retz[3] (vers 985-????), seigneur de Sainte-Croix, apparenté aux précédents.

```
Gestin
 I
er
 
de 
Retz
 (vers 
985
-????), seigneur de 
Sainte-Croix

x ?
│
└──> Harscoët I
er
 de 
Retz
 (vers 
1010
-vers 
1070
), seigneur de 
Sainte-Croix
, 
qui suit
```

- ???? - vers 1070 : Harscoët Ier de Retz (vers 1010-vers 1070), seigneur de Sainte-Croix, fils du précédent.

```
Harscoët
 I
er
 
de 
Retz
 (vers 
1010
-vers 
1070
), seigneur de 
Sainte-Croix
, 
fils du précédent

x Ulgarde (vers 
1015
-????)
│
├──> Gestin II de 
Retz
 (vers 
1040
-après 
1083
), seigneur de 
Machecoul
, 
qui suit

│
├──> Urwoit de 
Retz

│
├──> Hilaire de 
Retz

│
└──> Aldroin de 
Retz
```

- vers 1070 - après 1083 : Gestin II de Retz (vers 1040-après 1083), seigneur de Machecoul, fils du précédent.

```
Gestin
 II 
de 
Retz
 (vers 
1040
-après 
1083
), seigneur de 
Machecoul
, 
fils du précédent

x ?
│
└──> Garsire I
er
 de 
Retz
 (vers 
1070
-vers 
1141
), seigneur de 
Machecoul
, seigneur de 
Retz
, 
qui suit
```

- après 1083 - avant 1137 : Garsire Ier de Retz (vers 1070-vers 1141), seigneur de Machecoul, seigneur de Retz, fils du précédent.

```
Garsire
 I
er
 
de 
Retz
 (vers 
1070
-vers 
1141
), seigneur de 
Machecoul
, seigneur de 
Retz
, 
fils du précédent

x Béatrix (vers 
1080
-????)
│
├──> Harscoët II de 
Retz
, seigneur de 
Machecoul
, seigneur de 
Retz
, 
qui suit

│
├──> Garsire II de 
Retz
 (vers 
1105
-vers 
1160
), seigneur de 
Machecoul
, seigneur de 
Retz
, 
qui suit

│
├──> Agnès de 
Retz

│
└──> 
Raoul I
er
 de 
Retz
 dit « 
Raoul I
er
 de Machecoul
 » (vers 
1106
-vers 
1162
), seigneur de 
Machecoul
, 
qui suit
```

- ???? - ???? : Harscoët II de Retz, seigneur de Machecoul, seigneur de Retz, fils du précédent.

- avant 1137 - vers 1160 : Garsire II de Retz (vers 1105-vers 1160), seigneur de Machecoul, seigneur de Retz, frère du précédent.

```
Garsire
 II 
de 
Retz
 (vers 
1105
-vers 
1160
), seigneur de 
Machecoul
, seigneur de 
Retz
, 
frère du précédent

x ?
│
└──> Harscoët III de 
Retz
 (vers 
1135
-
1207
), seigneur de 
Retz

     x Stéphanie (vers 
1140
-vers 
1210
)
     │
     ├──> Garsire III de 
Retz
 (vers 
1165
-après 
1225
), seigneur de 
Retz

     │     x Eustachie (vers 
1180
-
1212
)
     │    │
     │    └──> Raoul III de 
Retz
 (vers 
1200
-20/03/
1252
), seigneur de 
Retz

     │         x Salvagie (ou Sauvage) de 
La Mothe-Achard
 (vers 
1205
-vers 
1250
)
     │         │
     │         ├──> Jeanne de 
Retz
 (vers 
1225
-????)
     │         │     x vers 
1230
 à Maurice II de Belleville (vers 
1215
-
1297
), seigneur de 
Machecoul
 (du chef de sa seconde femme), seigneur de 
Luçon

     │         │
     │         └──> Eustachie « Aliette » de 
Retz
 (vers 
1228
-vers 
1265
), dame de 
Machecoul
, de 
Retz
, de 
Falleron
 et de 
Froidfond
, 
qui suit

     │
     └──> Eustachie de 
Retz
 (
1170
-????)
           x (05/03/
1180
 à 
Nantes
) André de 
Vitré
, seigneur d'
Aubigné
 (
1154
-
1211
)
[
n. 1
]
```

Garsire II de Retz (1105-1160) et son frère Raoul Ier de Retz (1106-1162) partage alors la seigneurie de Retz : tandis que Garsire et sa descendance continuent de régner sur la seigneurie de Retz, Raoul (et ses descendants ci-après) hérite de la seigneurie de Machecoul en 1160 et prend alors le nom du domaine pour devenir Raoul Ier de Machecoul.
- 1160 - 1162 : Raoul Ier de Retz dit « Raoul Ier de Machecoul »[4] (vers 1106-vers 1162), seigneur de Machecoul, frère du précédent.

```
Raoul I
er
 de 
Retz
 dit « 
Raoul
 I
er
 
de Machecoul
 » (vers 
1106
-vers 
1162
), seigneur de 
Machecoul
, 
frère du précédent

x Marie Talvas « de Montgomery » (vers 
1101
-????), dame de Montgomery et de 
Bellême
[
n. 2
]

│
├──> 
Béatrice 
I
re
 de Machecoul
 (vers 
1140
-????), dame de 
Bellême

│    x Renaud de 
La Jaille
 (vers 
1142
-
1190
), seigneur de 
Château-Gontier

│
└──> 
Bernard de Machecoul
 (vers 
1140
-vers 
1212
), seigneur de 
Machecoul
 et de 
La Bénate
, 
qui suit
```

- 1162 - 1212 : Bernard de Machecoul (vers 1140-vers 1212), seigneur de Machecoul et de La Bénate, fils du précédent.

```
Bernard de Machecoul
 (vers 
1140
-vers 
1212
), seigneur de 
Machecoul
 et de 
La Bénate
, 
fils du précédent

x (vers 
1180
) Aénor (ou Éléonore) de Tonnay (vers 
1165
-????), dame de 
Luçon
[
n. 3
]

│
├──> 
Raoul II de Machecoul
 (vers 
1183
-
1214
), seigneur de 
Machecoul
 et de 
Luçon
, 
qui suit

│
└──> 
Béatrice II de Machecoul
 (vers 
1185
-
1235
, inhumée à l'abbaye des 
Fontenelles
), dame de 
Machecoul
, de 
Luçon
 et de 
La Roche-sur-Yon
, 
qui suit
```

- 1212 - 1214 : Raoul II de Machecoul (vers 1183-1214), seigneur de Machecoul et de Luçon, fils du précédent.

```
Raoul
 II 
de Machecoul
 (vers 
1183
-
1214
), seigneur de 
Machecoul
 et de 
Luçon
, 
fils du précédent

│
└──> 
Sans postérité
```

- 1214 - 1235 : Béatrice II de Machecoul (vers 1185-1235, inhumée à l'abbaye des Fontenelles), dame de Machecoul, de Luçon et de La Roche-sur-Yon, sœur du précédent.

```
Béatrice
 II 
de Machecoul
 (vers 
1185
-
1235
, inhumée à l'abbaye des 
Fontenelles
), dame de 
Machecoul
, de 
Luçon
 et de 
La Roche-sur-Yon
, 
sœur du précédent

x Guillaume de Mauléon (vers 
1150
-
1214
), seigneur de 
Talmont
[
n. 4
]

│
├──> 
Sans postérité

│
x (avant 
1214
) 
Aimery VIII de Thouars
 (vers 
1187
-
1246
), seigneur de 
Machecoul
 (du chef de sa femme), vicomte de 
La Chaize
, 
qui suit
```

## Maison de Thouars

Armoiries d'Aimery VIII de la maison de Thouars : « D'or à l'orle de neuf merlettes de gueules, au franc-quartier du même, un écusson brochant en cœur ».

- 1214 - 1235: Aimery VIII de Thouars (vers 1187-1246), seigneur de Machecoul (du chef de sa femme)[n. 5], second mari de la précédente.

```
Aimery
 VIII 
de Thouars
 (vers 
1187
-
1246
), seigneur de 
Machecoul
 (du chef de sa femme), vicomte de 
La Chaize
, 
second mari de la précédente

x (avant 
1214
) 
Béatrice II de Machecoul
 (vers 
1185
-
1235
, inhumée à l'abbaye des 
Fontenelles
), dame de 
Machecoul
, de 
Luçon
 et de 
La Roche-sur-Yon
, 
qui précède

│
├──> Jeanne de 
Thouars
 (vers 
1217
-après 
1258
), dame de 
Machecoul
, de 
Luçon
 et de 
La Roche-sur-Yon
, 
qui suit

│
└──> Aimery de 
Thouars
 (????-
1218
), seigneur de 
Machecoul
 et de 
La Roche-sur-Yon
```

- 1235 - ? : Jeanne de  Thouars[5] (vers 1217-après 1258), dame de Machecoul, de Luçon et de La Roche-sur-Yon, fille des deux précédents.

```
Jeanne de 
 Thouars
 (vers 
1217
-après 
1258
), dame de 
Machecoul
, de 
Luçon
 et de 
La Roche-sur-Yon
, 
fille des deux précédents

x (vers 
1235
) Hardouin V de 
Maillé
 (
1223
-
1243
), 
baron
 de 
Maillé
, seigneur de 
Machecoul
 (du chef de sa femme), 
sénéchal
 de 
Poitou
, 
qui suit

│
├──> 
Sans postérité

│
x Maurice II de Belleville (vers 
1215
-
1297
), seigneur de 
Machecoul
 (du chef de sa femme), seigneur de 
Luçon
, 
qui suit

│
└──> 
Sans postérité
```

## Maison de Maillé

Armoiries de la maison de Maillé : « D’or à trois fasces nébulées de gueules ».

- 1235 - ? : Hardouin V de Maillé (1223-1243), baron de Maillé, seigneur de Machecoul (du chef de sa femme), sénéchal de Poitou[n. 6], premier mari de la précédente.

```
Hardouin
 V 
de 
Maillé
 (
1223
-
1243
), 
baron
 de 
Maillé
, seigneur de 
Machecoul
 (du chef de sa femme), 
sénéchal
 de 
Poitou
, 
premier mari de la précédente

x (vers 
1235
) Jeanne de 
Thouars
 (vers 
1217
-après 
1258
), dame de 
Machecoul
, de 
Luçon
 et de 
La Roche-sur-Yon
, 
qui précède

│
└──> 
Sans postérité
```

## Maison de Montaigu

Armoiries de la maison de Montaigu : « De vair au griffon de gueules ».

Jeanne de Thouars et son mari Hardouin V de Maillé se voient enlever la seigneurie de Machecoul, qui passe alors à une grand-tante par alliance de Jeanne de Thouars : Marguerite de Montaigu (vers 1189-après 1241), dame de La Garnache, de Montaigu, de Vihiers et de Commequiers, veuve du vicomte Hugues Ier de Thouars (1146-1229), grand-oncle de Jeanne de Thouars. Marguerite de Montaigu et son nouveau mari, le comte capétien Pierre de Dreux (1190-1250), dit Pierre « Mauclerc » « de Braine », ancien duc de Bretagne et arrière-petit-fils du roi de France Louis VI « le Gros » (1081-1137), deviennent ainsi les nouveaux seigneurs de Machecoul.
- ???? - ???? : Marguerite de Montaigu (vers 1189-après 1241), dame de Machecoul, de La Garnache, de Montaigu, de Vihiers et de Commequiers[n. 7], grand-tante par alliance de Jeanne de Thouars.

```
Marguerite de 
Montaigu
 (vers 
1189
-après 
1241
), dame de 
Machecoul
, de 
La Garnache
, de 
Montaigu
, de 
Vihiers
 et de 
Commequiers
, 
grand-tante par alliance de Jeanne de 
Thouars

x (avant 
1203
) 
Hugues I
er
 de Thouars
 (
1146
-
1229
), 
vicomte de Thouars
[
n. 8
]

│
x (vers 
1236
) 
Pierre I
er
 de Dreux
 dit « 
Pierre Mauclerc
 » ou « 
Pierre de Braine
 » (
1190
-06/07/
1250
), 
duc de Bretagne
, 
comte
 de 
Dreux
, seigneur de 
Machecoul
 (du chef de sa 3ème femme), 
qui suit
```

## Maison (capétienne) de Dreux de Bretagne (dont une branche de la descendance prend le nom «de Machecoul»)

Armoiries de la maison de Dreux de Bretagne : « Échiqueté d'or et d'azur au franc-quartier d'hermine et à la bordure de gueules ».

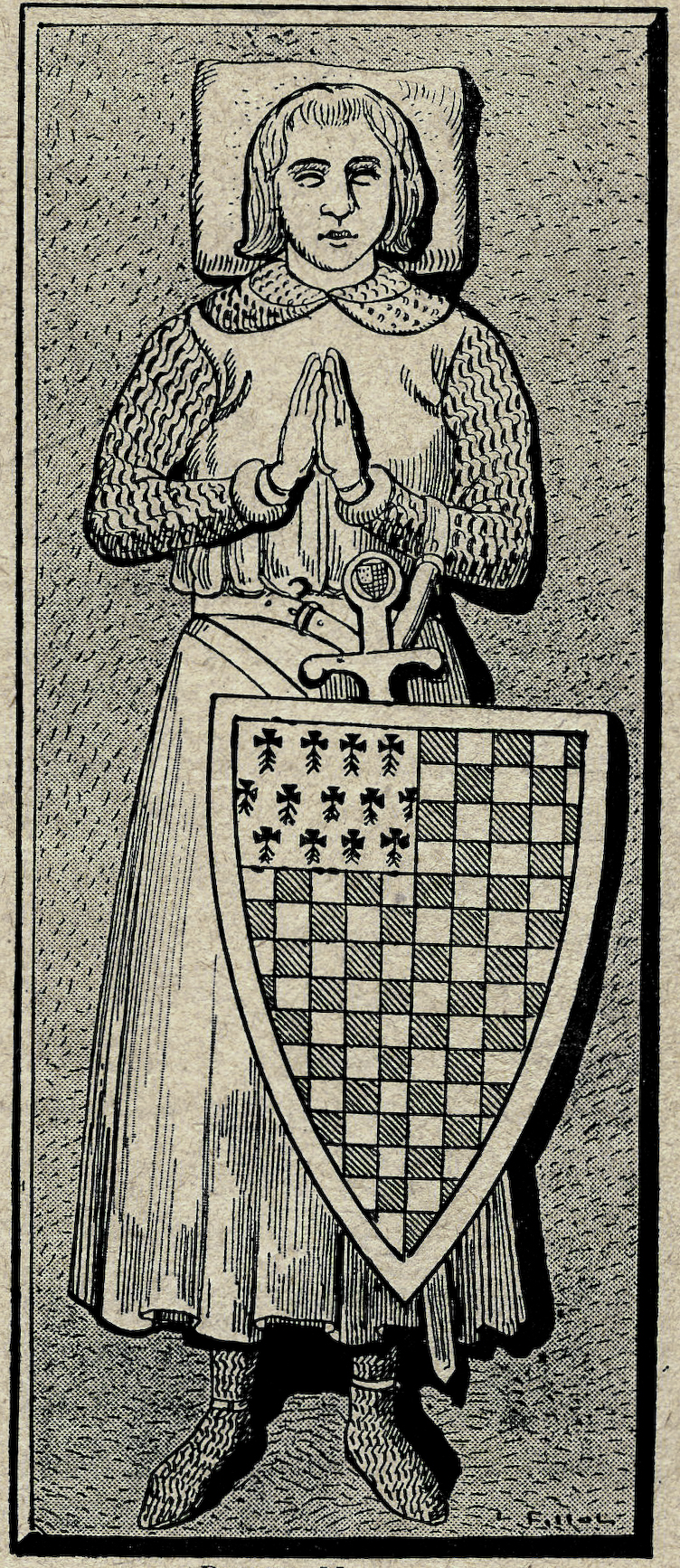
Pierre Ier de Dreux « Mauclerc » (1190-1250), seigneur de Machecoul de 12?? à 1250.

- ???? – 1250 : Pierre Ier de Dreux dit « Pierre Mauclerc » ou « Pierre de Braine » (1190-06/07/1250), duc de Bretagne, comte de Dreux, seigneur de Machecoul (du chef de sa femme)[n. 9], second mari de la précédente.

```
Pierre
 I
er
 
de Dreux
 dit « 
Pierre Mauclerc
 » ou « 
Pierre de Braine
 » (
1190
-06/07/
1250
), 
duc de Bretagne
, 
comte
 de 
Dreux
, seigneur de 
Machecoul
 (du chef de sa femme), 
second mari de la précédente

x (mars 
1213
) 
Alix de Thouars
 dite « 
Alix de Bretagne
 » (
1201
-21/10/
1221
), 
duchesse de Bretagne
[
n. 10
]

│
├──> 
Jean de Dreux
 dit « 
Jean I
er
 de Bretagne
 », « 
Jean I
er
 le Roux
 » (
1217
-08/10/
1286
), 
duc de Bretagne

│
├──> 
Yolande de Dreux
 dite « 
Yolande de Bretagne
 », « 
Yolande de Penthièvre
 » (
1218
-10/10/
1272
), comtesse de 
Penthièvre
 et de 
Porhoet

│
├──> Arthur de Dreux dit « Arthur de 
Bretagne
 » (
1220
-
1224
)
│
x (vers 
1230
) Nicole
[
n. 11
]
 (????-06/02/
1232
)
[
n. 12
]

│
├──> 
Olivier de Dreux dit « Olivier de Braine » puis « Olivier I
er
 de Machecoul
 » (vers 
1231
-18/12/
1279
), seigneur de 
Machecoul
, 
Montaigu
 et 
La Garnache
, 
qui suit

│
x Marguerite de 
Montaigu
 (vers 
1189
-après 
1241
), dame de 
Machecoul
, de 
La Garnache
, de 
Montaigu
, de 
Vihiers
 et de 
Commequiers
, veuve de 
Hugues de Thouars
, 
qui précède
```

Sceau d'Olivier Ier de Machecoul, « D'argent à trois chevrons de gueules », datant d'environ 1270, qui va devenir le blason de la seconde maison de Machecoul, puis le blason officiel de la ville en 1943.

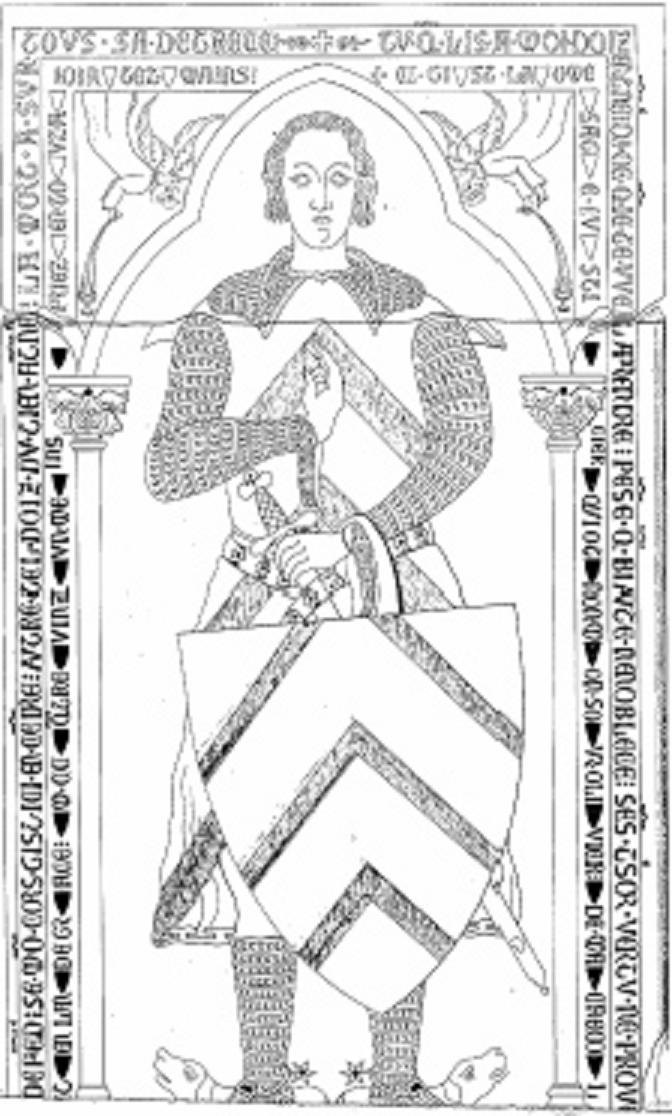
Olivier de Dreux « de Braine » (1231-1279), seigneur de Machecoul de 1250 à 1258.

- 1250 – 1258 : Olivier de Dreux dit « Olivier de Braine » puis « Olivier Ier de Machecoul » (vers 1231-18/12/1279), seigneur de Machecoul, Montaigu et La Garnache, fils du précédent.

```
Olivier de Dreux dit « Olivier de Braine » puis « 
Olivier
 I
er
 
de Machecoul
 » (vers 
1231
-18/12/
1279
), seigneur de 
Machecoul
, 
Montaigu
 et 
La Garnache
, 
fils du précédent

x (vers 
1250
) Amicie de Coché (
1235
-28/11/
1268
), marquise de 
Souché
, dame de Coché, 
La Bénate
 et 
Le Coutumier
[
n. 13
]

│
├──> 
Nicole de Machecoul
 (après 
1250
-????), dame de Boisrouault
│
├──> 
Jean I
er
 de Machecoul
 (vers 
1255
-28/11/
1308
), seigneur de 
Machecoul
, Coché et 
La Bénate

│
x (en 
1268
) Eustachie de 
Vitré
 (vers 
1240
-après 
1288
), dame de Hugetières
[
n. 14
]

│
├──> 
Thomasse de Machecoul
 (
1270
-après 
1333
)
│
├──> 
Isabeau (ou Jeanne ?) de Machecoul
 (
1272
-23/09/
1316
 à 
Rennes
), dame des 
Huguetières

│
├──> 
Olivier II de Machecoul
 (
1273
-mars 
1310
), seigneur de 
Saint-Philbert-de-Grand-Lieu

│
└──> 
Louise de Machecoul
 (
1276
-
1307
)
```

La descendance d'Olivier Ier de Machecoul ne régnera pas sur la seigneurie de Machecoul, même si elle va continuer à se nommer « de Machecoul ». Elle va néanmoins se perpétuer dans les seigneuries voisines de La Bénate, Saint-Philbert-de-Grand-Lieu, Vieillevigne, et d'autres. Le patronyme « de Machecoul » s'éteindra au début du XVe siècle, mais une branche cadette par les femmes se perpétuera jusqu'au XVIIe siècle sous le nom « de La Lande-Machecoul ». Ces La Lande de Machecoul avait relevé le nom et les armes de Machecoul.
Pour la suite de cette descendance d'Olivier Ier de Machecoul, lire :

## Maison de Thouars

Armoiries de la maison de Thouars : « D'or semé de fleurs de lys d'azur, au franc-quartier de gueules ».

En 1258, Olivier Ier de Machecoul doit renoncer à la ville, obligé de la restituer à Jeanne de Thouars, qui en avait été précédemment dépossédée, et à son second mari, Maurice II de Belleville (1215-1297).
- 1258 - 1258 : Jeanne de  Thouars[5] (vers 1217-après 1258), dame de Machecoul, de Luçon et de La Roche-sur-Yon, qui précède, restaurée.

```
Jeanne de 
 Thouars
 (vers 
1217
-après 
1258
), dame de 
Machecoul
, de 
Luçon
 et de 
La Roche-sur-Yon
, 
qui précède, restaurée

x (vers 
1235
) Hardouin V de 
Maillé
 (
1223
-
1243
), 
baron
 de 
Maillé
, seigneur de 
Machecoul
 (du chef de sa femme), 
sénéchal
 de 
Poitou
, 
qui précède

│
├──> 
Sans postérité

│
x Maurice II de Belleville (vers 
1215
-
1297
), seigneur de 
Machecoul
 (du chef de sa femme), seigneur de 
Luçon
, 
qui suit

│
└──> 
Sans postérité
```

## Maison de Belleville

Armoiries de la maison de Belleville : « Gironné de gueules et de vair de douze pièces ».

- 1258 - 1258 : Maurice II de Belleville (vers 1215-1297), seigneur de Machecoul (du chef de sa femme), seigneur de Luçon[5], second mari de la précédente.

```
Maurice
 II 
de Belleville
 (vers 
1215
-
1297
), seigneur de 
Machecoul
 (du chef de sa femme), seigneur de 
Luçon
, 
second mari de la précédente

x vers 
1230
 à Jeanne de 
Retz
 (vers 
1225
-????)
[
n. 15
]

│
├──> 
Sans postérité

│
x Jeanne de 
 Thouars
 (vers 
1217
-après 
1258
), dame de 
Machecoul
, de 
Luçon
 et de 
La Roche-sur-Yon
, 
qui précède

│
└──> 
Sans postérité
```

## Maison de Retz

Armoiries de la maison de Retz : « D'or à la croix de sable ».

Jeanne de Thouars meurt en 1258 sans héritier. Machecoul est alors réclamée par Eustachie de Retz (1228-1265), dite « Aliette », sa cousine éloignée, arrière-arrière-petite-fille de Garsire II de retz. Eustachie obtient donc que Machecoul, la ville la plus importante de sa seigneurie de Retz, et qui en était séparée depuis un siècle, soit à nouveau pleinement réintégrée au Pays de Retz. Dès lors, les seigneurs de Retz redeviennent seigneurs de Machecoul,.
- 1258 - vers 1265 : Eustachie « Aliette » de  Retz (vers 1228-vers 1265), dame de Machecoul, de Retz, de Falleron et de Froidfond[n. 15], cousine éloignée de Jeanne de Thouars et arrière-arrière-petite-fille de Garsire II de Retz.

```
Eustachie
 « Aliette » 
de 
 Retz
 (vers 
1228
-vers 
1265
), dame de 
Machecoul
, de 
Retz
, de 
Falleron
 et de 
Froidfond
, 
cousine éloignée de Jeanne de 
Thouars
 et arrière-arrière-petite-fille de Garsire II de 
Retz

x (vers 
1244
) Gérard I
er
 
Chabot
 dit « Gérard I
er
 de 
Retz
 » (vers 
1197
-vers 
1264
), seigneur de 
Machecoul
 et de 
Retz
 (du chef de sa femme), seigneur de 
La Mothe-Achard
 et de La Maurière, 
qui suit
```

## Maison Chabot

Armoiries de la maison Chabot : « D'or à trois chabots de gueules, deux et un, au lambel de gueules à trois pendants ».

- vers 1244 - vers 1264 : Gérard Ier Chabot dit « Gérard Ier de Retz »[9] (vers 1197-vers 1264), seigneur de Machecoul et de Retz (du chef de sa femme), seigneur de La Mothe-Achard et de La Maurière[n. 16], mari de la précédente.

```
Gérard I
er
 
Chabot
 dit « 
Gérard
 I
er
 
de 
Retz
 » (vers 
1197
-vers 
1264
), seigneur de 
Machecoul
 et de 
Retz
 (du chef de sa femme), seigneur de 
La Mothe-Achard
 et de La Maurière, 
mari de la précédente

x Tiphaine (ou Théophanie) de Montfort
[
n. 17
]

x (vers 
1244
) Eustachie « Aliette » de 
Retz
 (vers 
1228
-vers 
1265
), dame de 
Machecoul
, de 
Retz
, de 
Falleron
 et de 
Froidfond
, 
qui précède

│
├──> Belle-Assez 
Chabot
 (vers 
1244
-????)
│    x Brient II Le Bœuf
│
├──> Gérard II 
Chabot
 dit « Gérard II de 
Retz
 » (vers 
1245
-
1298
), seigneur de 
Machecoul
, de 
Retz
, de 
La Mothe-Achard
, de La Maurière, de 
Falleron
 et de 
Froidfond
, 
qui suit

│
├──> Agnès 
Chabot
 (vers 
1245
-????)
│    x (vers 
1270
) Thibaut de 
Beaumont
-
Bressuire
 (vers 
1230
-avant 
1290
), 
chevalier
 de 
Beaumont
-
Bressuire

│
├──> Guillaume 
Chabot
 (vers 
1248
-avant 
1288
), seigneur de 
La Mothe-Achard
, de La Maurière, de 
Saint-Hilaire-le-Vouhis
, de 
Falleron
 et de 
La Saussaye

│    x Marguerite de 
Bourgneuf
[
n. 18
]

│    │
│    ├──> Simon 
Chabot

│    │
│    x Guillemette de Pressay
│
├──> Raoul 
Chabot
 (????-
1288
)
│
└──> Eustachie 
Chabot

     x Béraud de 
Maillé
```

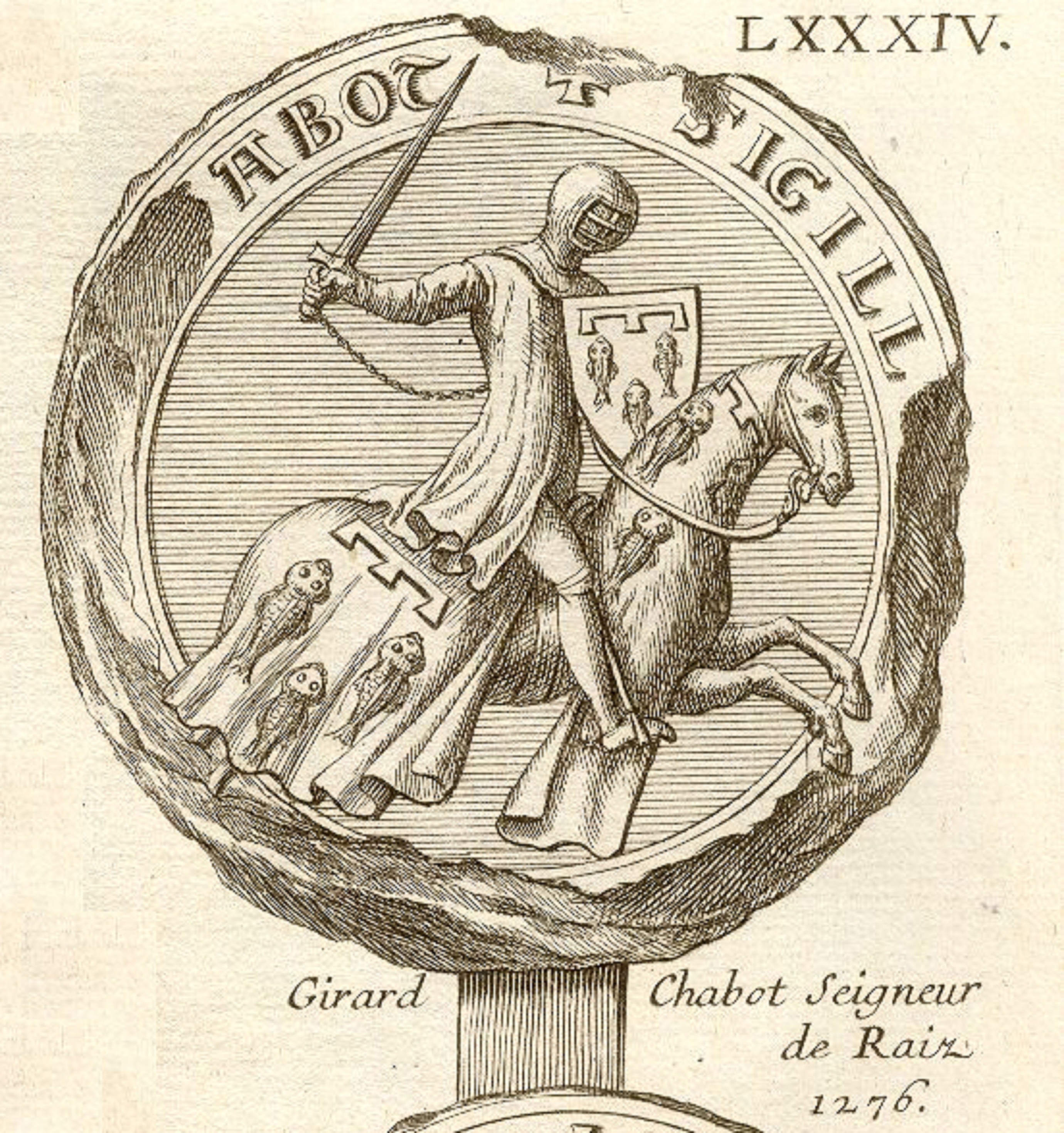
Gérard II Chabot dit « Gérard II de Retz » (vers 1245-1298), seigneur de Machecoul de 1264 à 1298.

- vers 1264 - 1298 : Gérard II Chabot dit « Gérard II de Retz »[9] (vers 1245-1298), seigneur de Machecoul, de Retz, de La Mothe-Achard, de La Maurière, de Falleron et de Froidfond, fils des deux précédents.

```
Gérard II 
Chabot
 dit « 
Gérard
 II 
de 
Retz
 » (vers 
1245
-
1298
), seigneur de 
Machecoul
, de 
Retz
, de 
La Mothe-Achard
, de La Maurière, de 
Falleron
 et de 
Froidfond
, 
fils des deux précédents

x (en 
1264
) Emma de 
La Jaille
 (vers 
1245
-avant 
1269
), dame de 
Château-Gontier
[
n. 19
]

│
├──> Eustachie 
Chabot
 (vers 
1256
-vers 
1285
)
│    x (10/10/
1271
) 
Jean I
er
 de Machecoul
 (vers 
1255
-28/11/
1308
), seigneur de 
Machecoul
, de Coché et de 
La Bénate
[
n. 20
]

│
├──> Isabeau 
Chabot
 (
1269
-
1289
)
│    x (juin 
1284
) 
Olivier II de Machecoul
 (
1273
-mars 
1310
), seigneur de 
Saint-Philbert-de-Grand-Lieu
[
n. 21
]

│
├──> Thibaut 
Chabot

│
x (vers 
1274
) Jeanne de 
Craon
 (vers 
1260
-avant 
1289
), dame de Chaloché
[
n. 22
]

│
├──> Gérard III 
Chabot
 dit « Gérard III de 
Retz
 » « le Benoist » (vers 
1280
-avant le 22/01/
1338
), seigneur de 
Machecoul
 et de 
Retz
, 
qui suit

│
x (avant 
1289
) Marguerite des Barres (vers 
1265
-????)
```

- 1298 - 1338 : Gérard III Chabot dit « Gérard III de Retz » « le Benoist » [9] (vers 1280-avant le 22/01/1338), seigneur de Machecoul et de Retz, fils du précédent.

```
Gérard III 
Chabot
 dit « 
Gérard
 III 
de 
Retz
 » « le Benoist » (vers 
1280
-avant le 22/01/
1338
), seigneur de 
Machecoul
 et de 
Retz
, 
fils du précédent

x (14/07/
1299
) Marie Clémence de 
Parthenay
 (vers 
1280
-après le 08/10/
1359
), demoiselle de 
Parthenay
, dame de 
Saint-Étienne-de-Mer-Morte
 et de 
La Mothe-Achard
[
n. 23
]

│
├──> Jeanne 
Chabot
 dite « Jeanne de 
Retz
 » « la Folle » (vers 
1300
-
1341
)
│    x 
Foulques I
er
 de Montmorency-Laval
 (????- 
1358
), seigneur de Challouyau
[
n. 24
]

│    │
│    ├──> 
Guy I
er
 « Brunnor » de Montmorency-Laval
 (????-
1383
), seigneur de Challouyau, 
Chemillé
, 
Falleron
 et 
Froidfond

│    │    x (
1358
) Jeanne de 
Montmorency
 (????-
1365
), dame de 
Blaison
[
n. 25
]

│    │    │
│    │    ├──> 
Sans postérité

│    │    │
│    │    x Tiphaine « Étiennette » de 
Husson
, dame de 
Ducey
[
n. 26
]

│    │    │
│    │    ├──> Foulques II de 
Montmorency
-
Laval
 (????-
1395
), seigneur de Challouyau, 
Chemillé
, 
Falleron
 et 
Froidfond

│    │    │
│    │    ├──> 
Guy II de Montmorency-Laval
, dit « Guy de 
Laval
-
Blaison
 » puis « 
Guy de Laval-Retz
 » (????-avant 
1416
, inhumé à l'église abbatiale de Buzay), 
baron
 de 
Retz
, seigneur de 
Machecoul
, seigneur de Challouyau, de 
Blaison
, de 
Chemillé
, de 
Falleron
 et de 
Froidfond
, 
qui suit

│    │    │
│    │    x Clémence du Guesclin
│    │
│    ├──> Marie « Jeanne » de 
Montmorency
-
Laval
 (vers 
1325
-????)
│    │    x mariée à Éon « Guillaume » Sauvage, seigneur du Plessis-Guerrif
│    │    │
│    │    ├──> Jeanne Sauvage
│    │    │    x Gilles de Clérembault
│    │    │
│    │    └──> … Sauvage
│    │         x ?
│    │         │
│    │         └──> … Sauvage
│    │              x ?
│    │              │
│    │              └──> Tanneguy Sauvage (
1430
-
1503
), sire du Plessix-Guerrif, prétendant à la succession de la 
baronnie
 de 
Retz
, 
qui suit

│    │
│    ├──> Philippa de 
Montmorency
-
Laval
 (????-vers 
1403
)
│    │    x « Alain » André de 
Saffré
 (????-01/09/
1407
), chevalier, seigneur de 
Saffré
 et de 
Sion

│    │    │
│    │    ├──> Alain de 
Saffré
 (????-avant 01/09/
1407
)
│    │    │
│    │    └──> Jeanne de 
Saffré
 (????-28/11/
1459
), dame de 
Frossay

│    │         x (
1416
) Jean II de Tournemine (????-
1427
 au 
Mont-Saint-Michel
), 
baron
 de 
La Hunaudaye
[
n. 27
]

│    │         │
│    │         ├──> Gilles de Tournemine (????-
1475
), seigneur de 
Frossay

│    │         │    x Béatrix de La Porte de Vezins
│    │         │    x Marie de Villiers
│    │         │    │
│    │         │    ├──> Jean de Tournemine
│    │         │    │
│    │         │    ├──> François de Tournemine (????-03/02/
1500
), baron de 
La Hunaudaye
, seigneur de 
Saffré
, baron du Hommet, connétable de 
Normandie

│    │         │    │    x Marguerite de Pont-l'Abbé, dame de Ploesquellec, 
Callac
, Trogoff et Coetanfao
│    │         │    │    x Jacqueline de 
Tréal

│    │         │    │
│    │         │    └──> Georges de Tournemine (????-14/05/
1524
), 
baron
 de 
La Hunaudaye
 et du Hommet, connétable héréditaire de 
Normandie
, prétendant à la succession de la 
baronnie
 de 
Retz
, 
qui suit

│    │         │
│    │         ├──> Pierre de Tournemine, seigneur de Barac'h
│    │         │
│    │         ├──> Jean de Tournemine (????-
1477
), grand-veneur de 
Bretagne

│    │         │    x Mathurine du Perrier (????-
1506
)
│    │         │    │
│    │         │    ├──> François de Tournemine (
1457
-29/10/
1529
), 
baron
 de 
La Hunaudaye
, seigneur de La Guerche et de La Poterie, ambassadeur en 
Hongrie

│    │         │    │
│    │         │    ├──> Alain de Tournemine, homme d'armes
│    │         │    │
│    │         │    ├──> Raoul de Tournemine (vers 
1460
-????), 
chevalier
, ambassadeur à 
Rome
 et en 
Angleterre

│    │         │    │    x Marguerite Caillon
│    │         │    │
│    │         │    └──> Olivier de Tournemine
│    │         │
│    │         ├──> Geoffroy de Tournemine
│    │         │
│    │         ├──> « Jacquemine » Jacqueline de Tournemine (????-
1471
)
│    │         │    x (19/11/
1438
) Jean de 
Coëtquen
 (????-16/12/
1491
), 
chambellan
 du roi de 
France
, grand maître de 
Bretagne

│    │         │
│    │         └──> Amice de Tournemine
│    │
│    x Jean de La Musse-Ponthus, seigneur de Challouyau
│
├──> Gérard IV 
Chabot
 dit « Gérard IV de 
Retz
 » (vers 
1300
-15/09/
1344
), 
baron
 de 
Retz
, seigneur de 
Machecoul
 et de 
La Mothe-Achard
, 
qui suit

│
└──> Marguerite 
Chabot
 (????-
1333
)
     x (
1323
) Hervé de Léon, seigneur de Noyans
```

- 1338 - 1344 : Gérard IV Chabot dit « Gérard IV de Retz »[9] (vers 1300-15/09/1344), baron de Retz, seigneur de Machecoul et de La Mothe-Achard, fils du précédent.

```
Gérard IV 
Chabot
 dit « 
Gérard
 IV 
de 
Retz
 » (vers 
1300
-15/09/
1344
), 
baron
 de 
Retz
, seigneur de 
Machecoul
 et de 
La Mothe-Achard
, 
fils du précédent

x Catherine de 
Montmorency
-
Laval
 (vers 
1300
-????), dame d'
Avrilly
[
n. 28
]

│
└──> Gérard V 
Chabot
 dit « Gérard V de 
Retz
 » (vers 
1320
-vers 
1399
), 
baron
 de 
Retz
, seigneur de 
Machecoul
, 
La Mothe-Achard
 et 
Avrilly
, 
qui suit
```

- 1344 - vers 1399 : Gérard V Chabot dit « Gérard V de Retz » [9] (vers 1320-vers 1399), baron de Retz, seigneur de Machecoul, La Mothe-Achard et Avrilly, fils du précédent.

```
Gérard V 
Chabot
 dit « 
Gérard
 V 
de 
Retz
 » (vers 
1320
-vers 
1399
), 
baron
 de 
Retz
, seigneur de 
Machecoul
, 
La Mothe-Achard
 et 
Avrilly
, 
fils du précédent

x Philippa (ou Philippette) Bertrand (vers 
1320
-après le 05/02/
1398
), dame de 
Roncheville
[
n. 29
]

│
├──> Jeanne 
Chabot
 dite « Jeanne de 
Retz
 » « la Sage » (
1331
-16/01/
1406
), dame de 
Retz
, 
Machecoul
, 
La Mothe-Achard
 et 
Avrilly
, 
qui suit

│
└──> Gérard VI 
Chabot
 dit « Gérard VI de 
Retz
 » (
1344
-
1364
), 
baron
 héritier de 
Retz
 seigneur héritier de 
Machecoul
, 
La Mothe-Achard
 et 
Avrilly

     x (avant 
1364
) 
Marguerite de Sancerre
 (vers 
1358
-
1419
), 
comtesse de Sancerre
, dame de 
Sagonne
, de 
Marmande
, de 
Charenton-du-Cher
, de 
Meillant
 et de 
Faye-la-Vineuse
[
n. 30
]

     │
     └──> 
Sans postérité
```

- vers 1399 - 1406 : Jeanne Chabot dite « Jeanne de Retz » « la Sage »[9] (1331-16/01/1406), dame de Retz, Machecoul, La Mothe-Achard et Avrilly, fille du précédent.

```
Jeanne 
Chabot
 dite « 
Jeanne de 
Retz
 » « la Sage » (
1331
-16/01/
1406
), dame de 
Retz
, 
Machecoul
, 
La Mothe-Achard
 et 
Avrilly
, 
fille du précédent

x Roger de Beaufort
│
├──> 
Sans postérité

│
x François de Chauvigné
│
├──> 
Sans postérité

│
x (08/06/
1379
) Jean de 
Parthenay
 (????-
1427
), 
baron
 de 
Retz
 et seigneur de 
Machecoul
 (du chef de sa femme), 
sénéchal
 du 
Poitou
, seigneur de 
Parthenay
, de 
Mathefelon
, de 
Secondigny
, de Coudray-Salbart, de 
Mervent
 et de 
Châtelaillon
, 
qui suit

│
└──> 
Sans postérité
```

### Maison de Parthenay

Armoiries de la maison de Parthenay : « Burelé d'argent et d'azur, à la bande de gueules brochant sur le tout ».

- 1379 - 1406 : Jean de Parthenay (????-1427), baron de Retz et seigneur de Machecoul (du chef de sa femme), sénéchal du Poitou, seigneur de Parthenay, de Mathefelon, de Secondigny, de Coudray-Salbart, de Mervent et de Châtelaillon[n. 31], troisième mari de la précédente.

```
Jean de 
Parthenay
 (????-
1427
), 
baron
 de 
Retz
 et seigneur de 
Machecoul
 (du chef de sa femme), 
sénéchal
 du 
Poitou
, seigneur de 
Parthenay
, de 
Mathefelon
, de 
Secondigny
, de Coudray-Salbart, de 
Mervent
 et de 
Châtelaillon
, 
troisième mari de la précédente

x (08/06/
1379
) Jeanne 
Chabot
 dite « Jeanne de 
Retz
 » « la Sage » (
1331
-16/01/
1406
), dame de 
Retz
, 
Machecoul
, 
La Mothe-Achard
 et 
Avrilly
, 
qui précède

│
├──> 
Sans postérité

│
x Brunissende de Périgord (????-13/05/
1416
)
│
└──> 
Sans postérité
```

### Maison de Montmorency-Laval

Armoiries de Montmorency-Laval : « D'or, à la croix de gueules, chargée de cinq coquilles d'argent, et cantonnée de seize alérions d'azur ; au franc-canton d'argent au lion de gueules ».

En 1400, Jeanne Chabot dite « Jeanne de Retz » « la Sage », dernière héritière de la baronnie de Retz et de la seigneurie de Machecoul, n'ayant ni enfant ni héritier direct, désigne comme son seul héritier Guy II de Montmorency-Laval, dit « Guy de Laval-Blaison », son cousin issu de germain, arrière-petit-fils de Gérard III Chabot dit « Gérard III de Retz » « le Benoist », à l'unique condition qu'il abandonne pour lui et ses descendants le nom et les armes de Laval, pour prendre les armes et le nom de Retz. Il hérite de ce fait des seigneuries de Machecoul, Saint-Étienne-de-Mer-Morte, Pornic, Princé, Vue, Bouin, qui forment la baronnie de Retz, correspondant peu ou prou à l'actuel Pays de Retz.
Pourtant, par acte du 14 mai 1402, Jeanne Chabot « la Sage » se dédit, et adopte pour héritière Catherine de Machecoul (1344-21/07/1410), sa cousine éloignée, descendante d'Olivier Ier de Machecoul et arrière-arrière-petite-fille de Gérard II Chabot dit « Gérard II de Retz », ce qui déclenche un grand procès entre Guy II de Montmorency-Laval et le fils de Catherine de Machecoul, Jean de Craon (????-25/12/1432). La querelle se termine par le mariage en 1404 de Guy II de Montmorency-Laval avec la fille de Jean de Craon, Marie de Craon (1387-28/10/1415), laquelle lui cède ainsi les prétentions qu'elle avait sur la baronnie de Retz.
Guy II de Montmorency-Laval quitte donc le nom et les armes de sa branche, et prend celles de Retz. En 1406, il devient ainsi le nouveau baron de Retz et seigneur de Machecoul, ce qui fait de lui le doyen des barons de Bretagne, titre dont son fils aîné Gilles héritera ensuite.
- 1406 - avant 1416 : Guy II de Montmorency-Laval, dit « Guy de Laval-Blaison » puis « Guy de Laval-Retz » (????-avant 1416, inhumé à l'église abbatiale de Buzay), baron de Retz, seigneur de Machecoul, seigneur de Challouyau, de Blaison, de Chemillé, de Falleron et de Froidfond[n. 32], arrière-petit-fils de Gérard III Chabot dit « Gérard III de Retz » « le Benoist ».

```
Guy II de Montmorency-Laval
, dit « Guy de 
Laval
-
Blaison
 » puis « 
Guy de 
Laval-
Retz
 » (????-avant 
1416
, inhumé à l'église abbatiale de Buzay), 
baron
 de 
Retz
, seigneur de 
Machecoul
, seigneur de Challouyau, de 
Blaison
, de 
Chemillé
, de 
Falleron
 et de 
Froidfond
, 
arrière-petit-fils de Gérard III 
Chabot
 dit « Gérard III de 
Retz
 » « le Benoist »

x (février 
1404
) Marie de 
Craon
 (
1387
-28/10/
1415
), dame de 
Champtocé-sur-Loire
 et d'
Ingrandes
[
n. 33
]

│
├──> 
Gilles de Retz
 (vers 
1405
 au château de Champtocé - 26/10/
1440
 pendu et brûlé à 
Nantes
), 
baron
 de 
Retz
, seigneur de 
Machecoul
, 
Tiffauges
, 
Pouzauges
, 
Champtocé-sur-Loire
, 
Ingrandes
, 
La Bénate
, 
Le Coutumier
, 
Bourgneuf-en-Retz
 et 
Bouin
, comte de 
Brienne
, 
maréchal de France
, compagnon d'armes de 
Jeanne d'Arc
, 
qui suit

│
└──> 
René de Retz
 (
1407
-30/10/
1473
), 
baron
 de 
Retz
, seigneur de 
Machecoul
, 
La Suze-sur-Sarthe
, Challouyau, 
Chemillé
, 
Falleron
 et 
Froidfond
, 
qui suit
```

Armoiries de Gilles de Retz : « D'or à la croix de sable (de Retz), à la bordure d'azur semé de fleurs de lis d'or (de France) » (depuis septembre 1429).

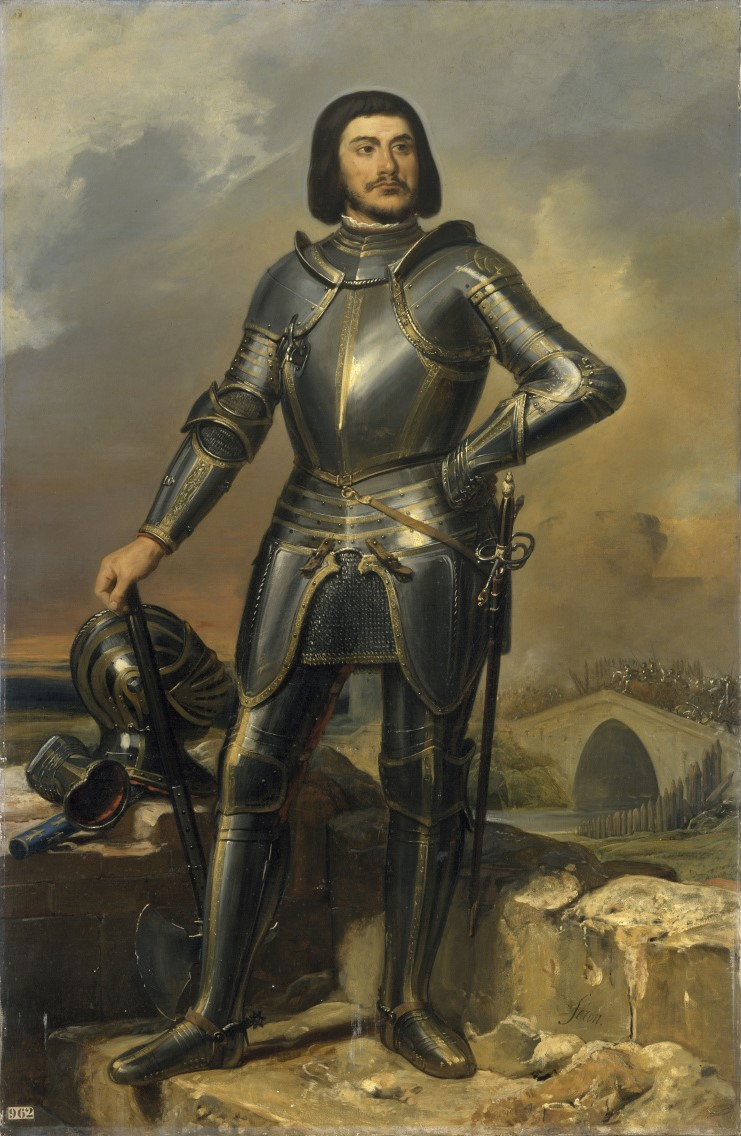
Gilles de Montmorency-Laval (vers 1405-1440), seigneur de Machecoul de 1415 à 1440.

- avant 1416 - 1440 : Gilles de Retz (vers 1405 au château de Champtocé - 26/10/1440 pendu et brûlé à Nantes), baron de Retz, seigneur de Machecoul, Tiffauges, Pouzauges, Champtocé-sur-Loire, Ingrandes, La Bénate, Le Coutumier, Bourgneuf-en-Retz et Bouin, comte de Brienne, maréchal de France, compagnon d'armes de Jeanne d'Arc, fils du précédent,

```
Gilles de Retz
 (vers 
1405
 au château de Champtocé - 26/10/
1440
 pendu et brûlé à 
Nantes
), 
baron
 de 
Retz
, seigneur de 
Machecoul
, 
Tiffauges
, 
Pouzauges
, 
Champtocé-sur-Loire
, 
Ingrandes
, 
La Bénate
, 
Le Coutumier
, 
Bourgneuf-en-Retz
 et 
Bouin
, comte de 
Brienne
, 
maréchal de France
, compagnon d'armes de 
Jeanne d'Arc
, 
fils du précédent

x (30/11/
1420
 à 
Chalonnes-sur-Loire
[
n. 34
]
) Catherine de 
Thouars
 (
1405
-02/12/
1462
), dame de 
Tiffauges
 et de 
Pouzauges
[
n. 35
]

│
└──> Marie de 
Retz
 (
1429
-01/11/
1457
), 
baronne
 de 
Retz
, dame de 
Machecoul
, 
qui suit
```

- 1440 - 1457 : Marie de Retz (vers 1433 ou 1434-01/11/1457), baronne de Retz, dame de Machecoul, fille du précédent.

```
Marie de 
Retz
 (vers 1433 ou 1434-01/11/
1457
), 
baronne
 de 
Retz
, dame de 
Machecoul
, 
fille du précédent

x (
1441
 à 
Tiffauges
) 
Prigent VII de Coëtivy
 (
1399
-01/11/
1450
 au siège de 
Cherbourg
), 
baron
 de 
Retz
 et seigneur de 
Machecoul
 (du chef de sa femme), 
amiral de France
, gouverneur de 
La Rochelle
, 
qui suit

│
├──> 
Sans postérité

│
x (
1451
) 
André de Montfort-Laval
 dit « 
André de Lohéac
 » (
1408
 au château de 
Montsûrs
 - 29/12/
1486
 à 
Laval
), 
baron
 de 
Retz
 et seigneur de 
Machecoul
 (du chef de sa femme), seigneur de 
Lohéac
, 
Montjean
, 
amiral
 puis 
maréchal de France
, 
qui suit

│
└──> 
Sans postérité
```

### Maison de Coëtivy

Armoiries de la maison de Coëtivy : « Fascé d'or et de sable ».

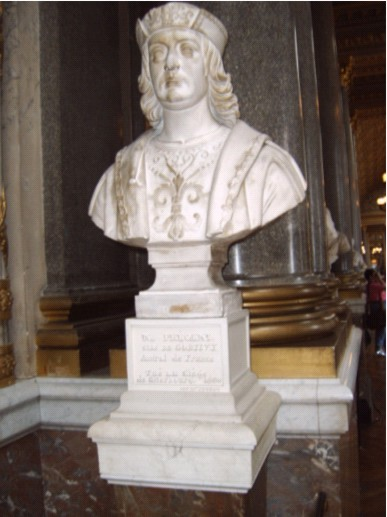
Prigent de Coëtivy (1399-1450), seigneur de Machecoul de 1441 à 1450.

- 1441 - 1450 : Prigent VII de Coëtivy (1399-01/11/1450 au siège de Cherbourg), baron de Retz et seigneur de Machecoul (du chef de sa femme), amiral de France, gouverneur de La Rochelle[n. 36], premier mari de la précédente.

```
Prigent
 VII 
de Coëtivy
 (
1399
-01/11/
1450
 au siège de 
Cherbourg
), 
baron
 de 
Retz
 et seigneur de 
Machecoul
 (du chef de sa femme), 
amiral de France
, gouverneur de 
La Rochelle
, 
premier mari de la précédente

x (
1441
) Marie de 
Retz
 (
1429
-01/11/
1457
), 
baronne
 de 
Retz
, dame de 
Machecoul
, 
qui précède

│
└──> 
Sans postérité
```

### Maison de Montfort-Laval

Armoiries d’André de Montfort-Laval : « D'or à la croix de gueules chargée de cinq coquilles d'argent et cantonnée de seize alérions d'azur ordonnés 2 et 2 ; au lambel brochant en chef, d'argent à trois pendants chargés chacun de deux mouchetures d'hermine de sable ».

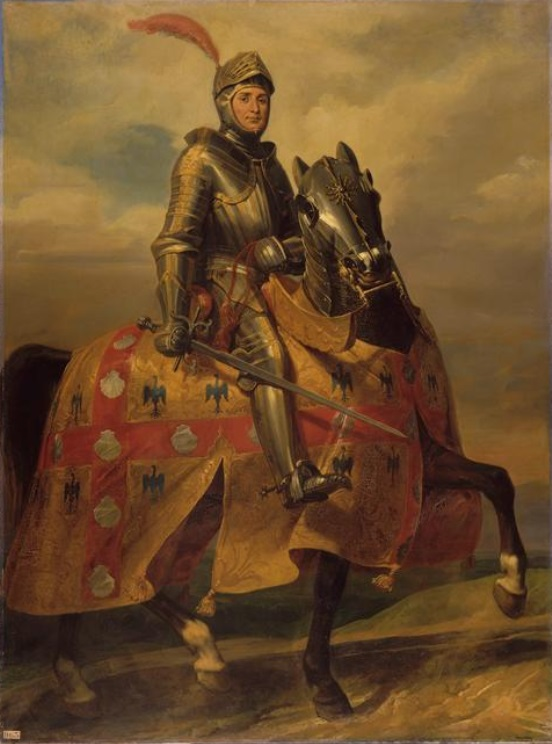
André de Montfort-Laval (1408-1486), seigneur de Machecoul de 1451 à 1457.

- 1451 - 1457 : André de Montfort-Laval dit « André de Lohéac » (1408 au château de Montsûrs[10] - 29/12/1486 à Laval), baron de Retz et seigneur de Machecoul (du chef de sa femme), seigneur de Lohéac, Montjean, amiral puis maréchal de France[n. 37], second mari de Marie de Retz.

```
André de 
Montfort-
Laval
 dit « 
André de Lohéac
 » (
1408
 au château de 
Montsûrs
 - 29/12/
1486
 à 
Laval
), 
baron
 de 
Retz
 et seigneur de 
Machecoul
 (du chef de sa femme), seigneur de 
Lohéac
, 
Montjean
, 
amiral
 puis 
maréchal de France
, 
second mari de Marie de 
Retz

x (
1451
) Marie de 
Retz
 (
1429
-01/11/
1457
), 
baronne
 de 
Retz
, dame de 
Machecoul
, 
qui précède

│
└──> 
Sans postérité
```

### Maison de Montmorency-Laval

Armoiries de Montmorency-Laval : « D'or, à la croix de gueules, chargée de cinq coquilles d'argent, et cantonnée de seize alérions d'azur ; au franc-canton d'argent au lion de gueules ».

- 1457 - 1473 : René de Retz (1407-30/10/1473), baron de Retz, seigneur de Machecoul, La Suze-sur-Sarthe, Challouyau, Chemillé, Falleron et Froidfond, oncle paternel de Marie de Retz.

```
René de Retz
 (
1407
-30/10/
1473
), 
baron
 de 
Retz
, seigneur de 
Machecoul
, 
La Suze-sur-Sarthe
, Challouyau, 
Chemillé
, 
Falleron
 et 
Froidfond
, 
oncle paternel de Marie de 
Retz

x Anne de Champagne (????-
1501
)
[
n. 38
]

│
└──> Jeanne de 
Retz
 (avant 
1456
-après 
1473
), 
baronne
 de 
Retz
, dame de 
Machecoul
, Challouyau, 
Chemillé
, 
Falleron
, 
Froidfond
 et 
La Suze-sur-Sarthe
, 
qui suit
```

- 1473- 1481 : Jeanne de Retz (avant 1456-après 1473), baronne de Retz, dame de Machecoul, Challouyau, Chemillé, Falleron, Froidfond et La Suze-sur-Sarthe, fille du précédent.

```
Jeanne de 
Retz
 (avant 
1456
-après 
1473
), 
baronne
 de 
Retz
, dame de 
Machecoul
, Challouyau, 
Chemillé
, 
Falleron
, 
Froidfond
 et 
La Suze-sur-Sarthe
, 
fille du précédent

x (13/04/
1457
) François de 
Chauvigny
 (vers 
1430
-15/03/
1491
 au 
château de Brosse
 à 
Chaillac
), 
baron
 de 
Retz
 et seigneur de 
Machecoul
 (du chef de sa femme), 
vicomte de Brosse
, 
qui suit
```

### Maison de Chauvigny

Armoiries de la maison de Chauvigny : « D'argent à la fasce fuselée de cinq pièces et deux demies de gueules ».

- 1473- 1481 : François de Chauvigny (vers 1430-15/03/1491 au château de Brosse à Chaillac), baron de Retz et seigneur de Machecoul (du chef de sa femme), vicomte de Brosse[n. 39], mari de la précédente.

```
François de 
Chauvigny
 (vers 
1430
-15/03/
1491
 au 
château de Brosse
 à 
Chaillac
), 
baron
 de 
Retz
 et seigneur de 
Machecoul
 (du chef de sa femme), 
vicomte de Brosse
, 
mari de la précédente

x Catherine Martache
│
├──> Charles de 
Chauvigny
 (
1475
-????)
│
x (13/04/
1457
) Jeanne de 
Retz
 (avant 1456-après 1473), 
baronne
 de 
Retz
, dame de 
Machecoul
, Challouyau, 
Chemillé
, 
Falleron
, 
Froidfond
 et 
La Suze-sur-Sarthe
, 
qui précède

│
└──> André III de 
Chauvigny
 (????-04/01/
1503
), 
baron
 de 
Retz
 et seigneur de 
Machecoul
, prince de 
Déols
, 
comte de Châteauroux
, 
vicomte de Brosse
, seigneur de Challouyau, 
Chemillé
, 
Falleron
 et 
Froidfond
, 
qui suit
```

- 1481 - 1503 : André III de Chauvigny (????-04/01/1503), baron de Retz et seigneur de Machecoul, prince de Déols, comte de Châteauroux, vicomte de Brosse, seigneur de Challouyau, Chemillé, Falleron et Froidfond, fils des deux précédents.

```
André
 III 
de 
Chauvigny
 (????-04/01/
1503
), 
baron
 de 
Retz
 et seigneur de 
Machecoul
, prince de 
Déols
, 
comte de Châteauroux
, 
vicomte de Brosse
, seigneur de Challouyau, 
Chemillé
, 
Falleron
 et 
Froidfond
, 
fils des deux précédents

x (
1494
) Anne 
d'Orléans-Longueville
 (
1468
-
1499
)
[
n. 40
]

│
├──> 
Sans postérité

│
x (26/07/
1499
 à 
Saint-Pierre-le-Moûtier
) 
Louise de Bourbon-Montpensier
 (vers 
1482
-15/07/
1562
), 
duchesse de Montpensier
, 
dauphine d'Auvergne
, comtesse de 
Mortain
[
n. 41
]

│
└──> 
Sans postérité
```

## Maison Sauvage
À la mort d'André de Chauvigny en 1503, il n'y a plus d'héritiers directs. Des prétendants à la baronnie de Retz et la châtellenie de Machecoul se font alors connaître.
Tanneguy Sauvage (1430-1503), descendant d'Éon « Guillaume » Sauvage (mari de Marie « Jeanne » de Montmorency-Laval (vers 1325-????), petite-fille de Gérard III Chabot dit « Gérard III de Retz » « le Benoist »), prend le titre de baron de Retz et se fait rendre aveu en cette qualité dès 1503. Les Sauvage sont apparentés par les femmes aux Chabot (voir plus haut).
- 1503 – 1503 : Tanneguy Sauvage (1430-1503), sire du Plessix-Guerrif, prétendant à la succession de la baronnie de Retz, cousin éloigné du précédent, arrière-arrière-arrière-petit-fils de Gérard III Chabot dit « Gérard III de Retz » « le Benoist ».

## Maison de Tournemine

Armoiries de la maison de Tournemine : « Écartelé d'or et d'azur. »

Parmi les nombreux prétendants à la succession d'André de Chauvigny, Georges de Tournemine (????-14/05/1524), baron de La Hunaudaye et du Hommet, fait également valoir ses droits à la baronnie. Les Tournemine sont apparentés par les femmes aux Chabot (voir plus haut).
- 1503 - 1524 : Georges de Tournemine (????-14/05/1524), baron de La Hunaudaye et du Hommet, connétable héréditaire de Normandie, prétendant à la succession de la baronnie de Retz[n. 42], cousin éloigné des deux précédents, arrière-arrière-arrière-petit-fils de Gérard III Chabot dit « Gérard III de Retz » « le Benoist ».

```
Georges de Tournemine
 (????-14/05/
1524
), 
baron
 de 
La Hunaudaye
 et du Hommet, connétable héréditaire de 
Normandie
, prétendant à la succession de la 
baronnie
 de 
Retz
, 
cousin éloigné des deux précédents, arrière-arrière-arrière-petit-fils de Gérard III 
Chabot
 dit « Gérard III de 
Retz
 » « le Benoist »

x Renée de Villebranche
│
├──> Françoise de Tournemine, dame de 
La Hunaudaye
, prétendante à la succession de la 
baronnie
 de 
Retz
, 
qui suit

│
x Anne de 
Montjean
 (????-après 
1543
), dame de 
Montjean
[
n. 43
]
```

- 1524 - ???? : Françoise de Tournemine, dame de La Hunaudaye, prétendante à la succession de la baronnie de Retz, fille du précédent.

```
Françoise de Tournemine
, dame de 
La Hunaudaye
, prétendante à la succession de la 
baronnie
 de 
Retz
, 
fille du précédent

x (
1516
) Jacques de 
Montjean
 (????-21/12/
1517
), seigneur de 
Renac
[
n. 44
]

x (
1520
) Pierre de 
Montfort-Laval
 (01/02/
1489
-08/11/
1521
), seigneur de Montafilant
[
n. 45
]

x 
René de Montjean
 (????-septembre 
1538
 à 
Turin
), 
maréchal de France
, gouverneur du Piémont
[
n. 46
]

x (
1525
) 
Claude d'Annebault
 (ou Claude d'Ailly) (
1495
-02/11/
1552
 à 
La Fère
), seigneur d'
Annebault
 et de Saint-Pierre, 
maréchal de France
 et 
amiral de France
, prétendant à la succession de la 
baronnie
 de 
Retz
 (du chef de sa femme), 
qui suit
```

## Maison d'Annebault

Armoiries de la maison d'Annebault : « De gueules à la croix de vair. »

Le mari de Françoise de Tournemine, Claude d'Annebault, poursuit le procès intenté par son beau-père Georges de Tournemine, pour finalement devenir détenteur de la baronnie de Retz, pour laquelle il fait hommage au roi en 1552.

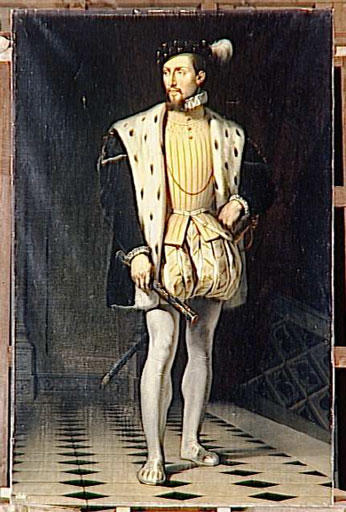
Claude d'Annebault (1495-1552), seigneur de Machecoul de 15?? à 1552.

- ???? - 1552 : Claude d'Ailly d'Annebault[11] (1495-02/11/1552 à La Fère), seigneur d'Annebault et de Saint-Pierre, maréchal de France et amiral de France, prétendant à la succession de la baronnie de Retz (du chef de sa femme)[n. 47], mari de la précédente.

```
Claude 
d'Ailly
 d'Annebault
 (
1495
-02/11/
1552
 à 
La Fère
), seigneur d'
Annebault
 et de Saint-Pierre, 
maréchal de France
 et 
amiral de France
, prétendant à la succession de la 
baronnie
 de 
Retz
 (du chef de sa femme), 
mari de la précédente

x (
1525
) Françoise de Tournemine, dame de 
La Hunaudaye
, prétendante à la succession de la 
baronnie
 de 
Retz
, 
qui précède

│
├──> Jean III d'
Annebault
 (????-
1562
 à la 
bataille de Dreux
), 
baron
 de 
Retz
, seigneur de 
Machecoul
, 
Annebault
 et 
La Hunaudaye
, gentilhomme de la chambre de 
Charles IX
, capitaine de Conches et d'
Évreux
, 
qui suit

│
└──> Marie Madeleine d'
Annebault
 (????-03/06/
1568
), vicomtesse de 
Pont-Audemer

     x Gabriele de Saluces (????-juin 
1548
), 
marquis de Saluces
 
     x Jacques de Silly (????-
1570
), comte de 
La Rochepot
, seigneur de 
La Roche-Guyon
 et de Montmirail
```

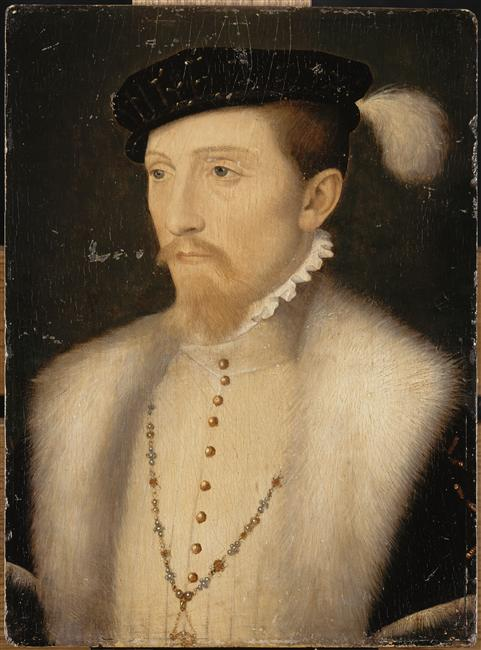
Jean III d'Annebault (????-1562), seigneur de Machecoul de 1552 à 1562.

- 1552 - 1562 : Jean III d'Ailly d'Annebault[11] (????-1562 à la bataille de Dreux), baron de Retz, seigneur de Machecoul, Annebault et La Hunaudaye, gentilhomme de la chambre de Charles IX, capitaine de Conches et d'Évreux, fils des deux précédents.

```
Jean
 III d'Ailly
 d'
Annebault
 (????-
1562
 à la 
bataille de Dreux
), 
baron
 de 
Retz
, seigneur de 
Machecoul
, 
Annebault
 et 
La Hunaudaye
, gentilhomme de la chambre de 
Charles IX
, capitaine de Conches et d'
Évreux
, 
fils des deux précédents

x Antoinette de La Baume-Montrevel (????-04/09/
1572
), comtesse de 
Châteauvillain
[
n. 48
]

│
├──> Diane d'
Annebault
 (????-23/12/
1560
)
│
x (
1561
) 
Claude Catherine de Clermont
 (
1543
 à 
Paris
 - 18/02/
1603
 à 
Paris
), 
baronne
 puis duchesse de 
Retz
 et dame de 
Machecoul
, 
baronne
 de 
Dampierre
, 
pair de France
, 
salonnière
 
française
, dame d'honneur de 
Catherine de Médicis
, gouvernante des enfants de France, 
qui suit

│
└──> 
Sans postérité
```

## Maison de Clermont

Armoiries de la maison de Clermont-Tonnerre : « De gueules, à deux clefs d'argent passées en sautoir. »

La seconde épouse de Jean d'Annebault, Claude Catherine de Clermont, acquiert en toute propriété la baronnie de Retz de son mari « tant par composition de douaire que par donation et remboursement de deniers dotaux »,. Elle va se remarier avec Albert de Gondi, qui va devenir le nouveau baron de Retz du chef de sa femme.
Le roi de France Henri III érige la baronnie de Retz en duché-pairie de Retz en 1581, en faveur d'Albert de Gondi et de ses descendants. Le duché est constitué des pays, comté et baronnie de Retz, circonstances et dépendances. Le Pays de Retz étant lui-même composé des châtellenies de Machecoul, Prigny, Bourgneuf, La Bénate, Les Huguetières, Pornic, Princé, Le Coutumier, Veulx, Arthon, etc.

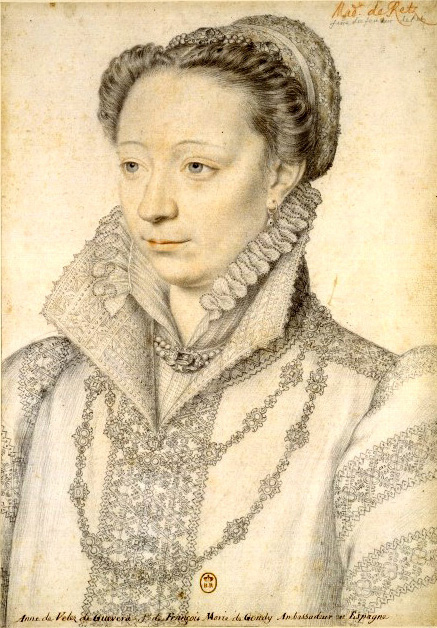
Claude Catherine de Clermont (1543-1603), dame de Machecoul de 1562 à 1603.

- 1562 - 1603 : Claude Catherine de Clermont[14] (1543 à Paris - 18/02/1603 à Paris), baronne puis duchesse de Retz et dame de Machecoul, baronne de Dampierre, pair de France, salonnière française, dame d'honneur de Catherine de Médicis, gouvernante des enfants de France[n. 49], seconde épouse du précédent.

```
Claude Catherine de Clermont
 (
1543
 à 
Paris
 - 18/02/
1603
), 
baronne
 puis duchesse de 
Retz
 et dame de 
Machecoul
, 
baronne
 de 
Dampierre
, 
pair de France
, 
salonnière
 
française
, dame d'honneur de 
Catherine de Médicis
, gouvernante des enfants de France, 
seconde épouse du précédent

x (
1561
) Jean III d'
Annebault
 (????-
1562
 à la 
bataille de Dreux
), 
baron
 de 
Retz
, seigneur de 
Machecoul
, 
Annebault
 et 
La Hunaudaye
, 
qui précède

│
├──> 
Sans postérité

│
x (04/09/
1565
) 
Albert de Gondi
 (Albèrto 
Gondi
) dit « le Maréchal de 
Retz
 » (04/11/
1522
 à 
Florence
 en 
Italie
 - 21/04/
1602
 à 
Paris
), 
baron
 puis duc de 
Retz
 et seigneur de 
Machecoul
 (du chef de sa femme), seigneur du 
Perron
, 
comte
 puis 
marquis
 de 
Belle-Île
 et des 
Îles d'Hyères
, 
pair de France
, général des Galères de 
France
, 
maréchal de France
, 
qui suit
```

## Maison de Gondi

Armoiries d'Albert de Gondi : « D'or, à deux masses d'armes de sable, passées en sautoir et liées de gueules. »

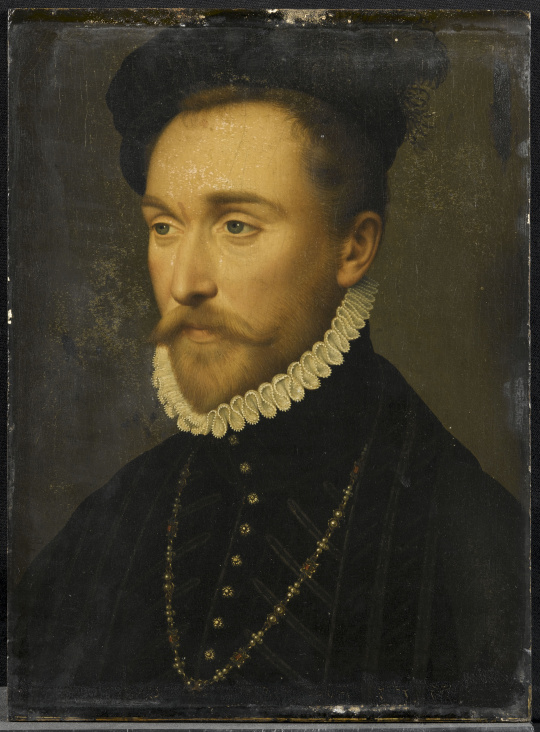
Albert de Gondi (1522-1602), seigneur de Machecoul de 1565 à 1602.

- 1565 - 1602 : Albert de Gondi (Albèrto Gondi) dit « le Maréchal de Retz »[15] (04/11/1522 à Florence en Italie - 21/04/1602 à Paris), baron puis duc de Retz et seigneur de Machecoul (du chef de sa femme), seigneur du Perron, comte puis marquis de Belle-Île et des Îles d'Hyères, pair de France, Général des Galères de France, maréchal de France[n. 50], second mari de la précédente.

```
Albert de Gondi
 (Albèrto 
Gondi
) dit « le Maréchal de 
Retz
 » (04/11/
1522
 à 
Florence
 en 
Italie
 - 21/04/
1602
 à 
Paris
), 
baron
 puis duc de 
Retz
 et seigneur de 
Machecoul
 (du chef de sa femme), seigneur du 
Perron
, 
comte
 puis 
marquis
 de 
Belle-Île
 et des 
Îles d'Hyères
, 
pair de France
, Général des Galères de 
France
, 
maréchal de France
, 
second mari de la précédente

x (04/09/
1565
) 
Claude Catherine de Clermont
 (
1543
 à 
Paris
 - 18/02/
1603
 à 
Paris
), 
baronne
 puis duchesse de 
Retz
 et dame de 
Machecoul
, 
baronne
 de 
Dampierre
, 
pair de France
, 
salonnière
 
française
, dame d'honneur de 
Catherine de Médicis
, gouvernante des enfants de France, 
qui précède

│
├──> 
Charles de Gondi
 (
1569
-22/05/
1596
 au 
Mont-Saint-Michel
), 
marquis
 de 
Belle-Île
, général des Galères de 
France

│    x (01/03/
1588
 à 
Paris
) Antoinette d'
Orléans-Longueville
 (
1574
-25/04/
1618
 à 
Poitiers
), dame de 
Château-Gontier
, religieuse sous le nom de Sœur Antoinette de Sainte-Scholastique
[
n. 51
]

│    │
│    └──> 
Henri de Gondi
 (
1590
-12/08/
1659
), duc de 
Retz
 et seigneur de 
Machecoul
, duc de 
Beaupréau
, 
marquis
 de 
Belle-Île
 et des 
Îles d'Hyères
, 
pair de France
, 
qui suit

│
├──> Claude-Marguerite de 
Gondi
 (
1570
-26/08/
1650
)
│    x (07/01/
1588
) Florimond de Hallwin (????-
1592
), 
marquis
 de Piennes et de Maignelais
│
├──> Françoise de 
Gondi
 (????-
1627
)
│    x (26/10/
1587
) 
Lancelot Grognet de Vassé
, seigneur d'Esguilly, Classé, Rouessé et Courmenant
│
├──> Gabrielle de 
Gondi

│    x (11/12/
1594
) Claude de Bossut, seigneur d'Escry
│
├──> Hippolyte de 
Gondi
 (????-
1646
)
│    x (18/01/
1607
) Léonor de La Magdelaine, 
marquis de Ragny

│
├──> 
Henri de Gondi
 (
1572
 à 
Paris
 - 13/08/
1622
), 
cardinal
 de 
Retz
, 
évêque de Paris

│
├──> Louise de 
Gondi
 (
1572
-29/08/
1661
), religieuse
│
├──> Madeleine de 
Gondi
 (????-08/06/
1662
), religieuse
│
├──> 
Philippe-Emmanuel de Gondi
 (
1581
-29/06/
1662
), comte de 
Joigny
, 
marquis
 de 
Belle-Île
, 
baron
 de Montmirel, seigneur de 
Dampierre
 et de 
Villepreux
, général des Galères de 
France

│    x (11/06/
1604
) Françoise Marguerite de Silly (????-
1625
), dame de 
Commercy
[
n. 52
]

│    │
│    ├──> 
Pierre de Gondi
 dit « Pierre de 
Joigny
 » (
1602
 à 
Paris
 - 29/04/
1676
 à 
Machecoul
), duc de 
Retz
 et seigneur de 
Machecoul
, comte de 
Joigny
, 
marquis
 de 
Belle-Île
, 
marquis
 de 
La Garnache
, 
baron
 de 
Mortagne
 et de La Hardouinaye, 
pair de France
, général des Galères de 
France
, 
qui suit

│    │
│    ├──> 
Jean-François Paul de Gondi
 dit « le Cardinal de 
Retz
 » (20/09/
1613
-24/08/
1679
 à 
Paris
), seigneur de 
Commercy
, cardinal, archevêque de 
Corinthe
, archevêque de 
Paris
, évêque de 
Langres
, abbé de 
Saint-Denis
, abbé commendataire des abbayes Saint-Aubin d'
Angers
, 
La Chaume
 et Buzay
│    │
│    └──> Henri de 
Gondi
, 
marquis
 de 
Belle-Île

│
└──> 
Jean-François de Gondi
 (
1584
-21/03/
1654
 à 
Paris
), 
cardinal
 de 
Retz
, 
premier archevêque de Paris
```

Armoiries d'Henri de Gondi : « Écartelé : 1 et 4 d'or à deux masses d'armes de sable passées en sautoir et liées de gueules (de Gondi) ; 2 et 3, contre-écartelés au I et IV d'azur aux trois fleurs de lys d'or accompagné d'un lambel, un bâton péri en bande brochant sur la partition, le tout d'argent (d'Orléans-Longueville), au II et III du contre-écartelé d'azur aux trois fleurs de lys d'or accompagné d'un bâton de gueules péri en bande (de Bourbon). »

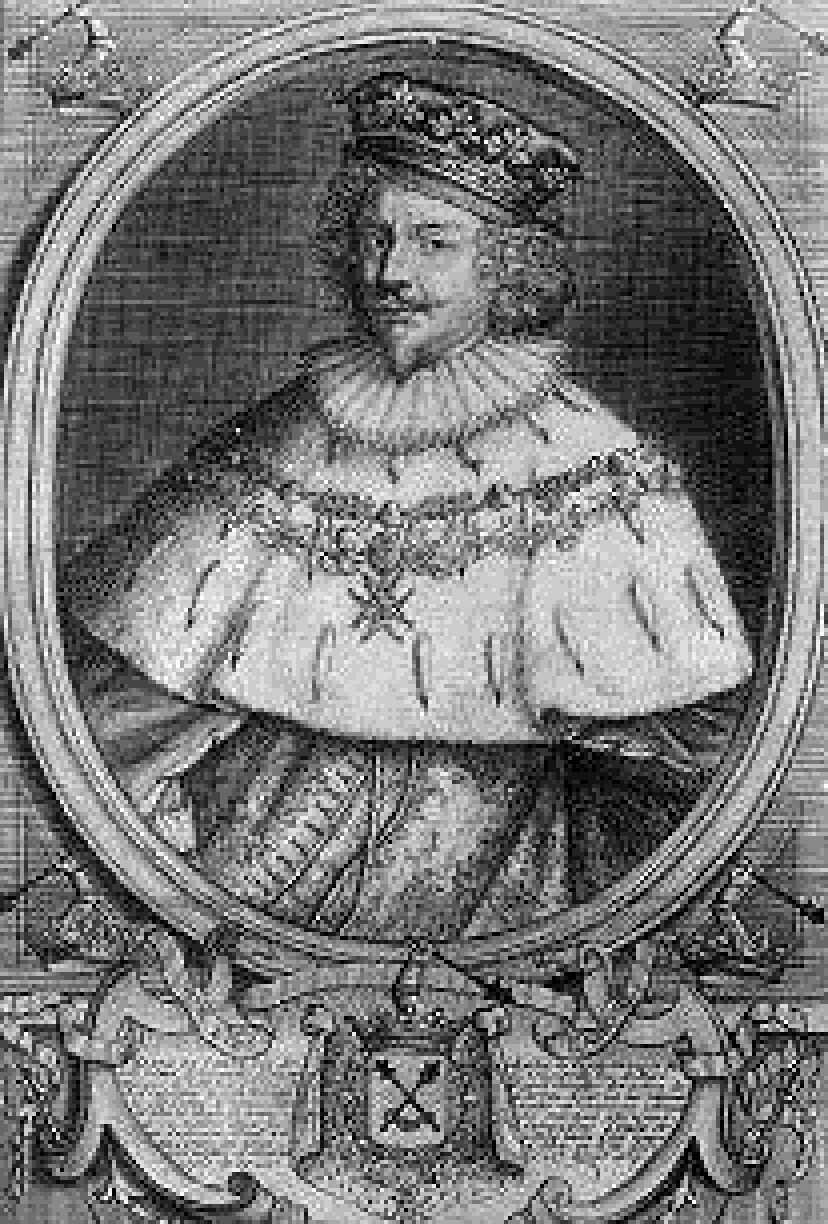
Henri de Gondi (1590-1659), seigneur de Machecoul de 1596 à 1634.

- 1596 - 1634 : Henri de Gondi[15] (1590-12/08/1659), duc de Retz et seigneur de Machecoul, duc de Beaupréau, marquis de Belle-Île et des Îles d'Hyères, pair de France[n. 53], petit-fils des deux précédents.

```
Henri de Gondi
 (
1590
-12/08/
1659
), duc de 
Retz
 et seigneur de 
Machecoul
, duc de 
Beaupréau
, 
marquis
 de 
Belle-Île
 et des 
Îles d'Hyères
, 
pair de France
, 
petit-fils des deux précédents

x (15/05/
1610
) Jeanne de 
Scépeaux
 (????-20/11/
1620
), duchesse de 
Beaupréau
, comtesse de 
Chemillé
[
n. 54
]

│
├──> Catherine de 
Gondi
 (28/12/
1612
-18/09/
1677
)
│    x (août 
1633
) 
Pierre de Gondi
[
n. 55
]
 dit « Pierre de 
Joigny
 » (
1602
 à 
Paris
 - 29/04/
1676
 à 
Machecoul
), duc de 
Retz
 et seigneur de 
Machecoul
, comte de 
Joigny
, 
marquis
 de 
Belle-Île
, 
marquis
 de 
La Garnache
, 
baron
 de 
Mortagne
 et de La Hardouinaye, 
pair de France
, général des Galères de 
France
, 
qui suit

│
└──> Marguerite Françoise de 
Gondi
 (18/04/
1615
-31/05/
1670
), duchesse de 
Beaupréau
, comtesse de 
Chemillé

     x (03/05/
1644
) 
Louis de Cossé-Brissac
 (05/09/
1625
-26/02/
1661
), duc de Brissac
[
n. 56
]

     │
     ├──> Henri-Albert de Cossé-Brissac (
1645
-29/12/
1698
), duc de Brissac
     │    x Gabrielle Louise de Rouvroy-Saint-Simon (
1646
-
1684
)
     │    │
     │    ├──> 
Sans postérité

     │    │
     │    x Élisabeth de Verthamon (
1658
-
1721
)
     │
     └──> Marguerite-Marie de Cossé-Brissac (
1648
-
1708
)
          x (28/03/
1662
) 
François de Neufville-Villeroy
 (07/04/
1644
 à 
Lyon
 - 18/07/
1730
 à 
Paris
), duc de Villeroy, 
maréchal de France
[
n. 57
]

          │
          ├──> 
Louis Nicolas VI de Neufville-Villeroy
 (24/12/
1663
-22/04/
1734
), duc de 
Retz
 et seigneur de 
Machecoul
, duc de Villeroy, duc de 
Beaupréau
, marquis d'
Alincourt
, 
qui suit

          │
          ├──> Madeleine Thérèse de 
Neufville-Villeroy
 (
1666
-
1723
), religieuse
          │
          ├──> Camille de 
Neufville-Villeroy

          │
          ├──> Catherine Anne de 
Neufville-Villeroy
 (
1674
-
1715
), religieuse
          │
          ├──> François Paul de 
Neufville-Villeroy
 (
1677
-
1731
), archevêque de 
Lyon

          │
          ├──> François-Catherine de 
Neufville-Villeroy
 (????-
1700
)
          │
          └──> Françoise Madeleine de 
Neufville-Villeroy

               x Jean de Sousa, comte de Prado
```

En 1634, Henri de Gondi se démet de son titre de duc de Retz en faveur de son cousin germain et gendre Pierre de Gondi.

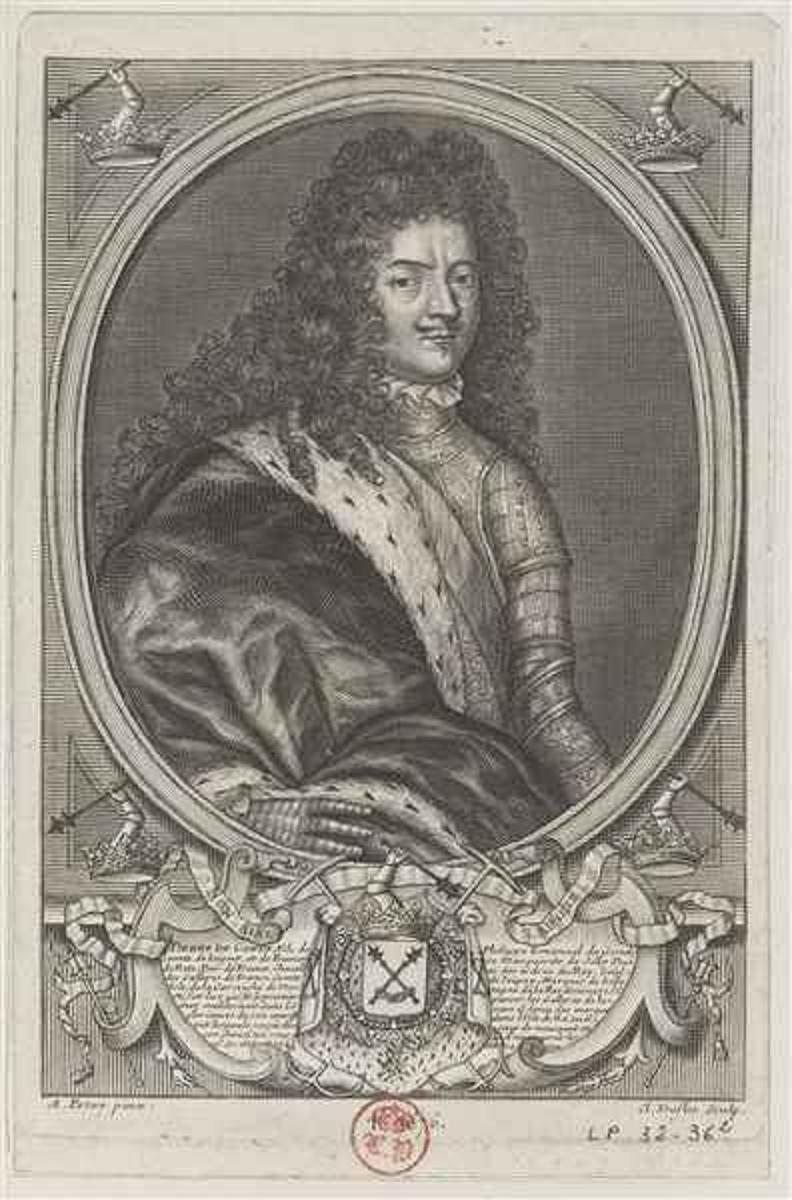
Pierre de Gondi (1602-1676), seigneur de Machecoul de 1634 à 1676.

- 1634 - 1676 : Pierre de Gondi dit « Pierre de Joigny »[15] (1602 à Paris - 29/04/1676 à Machecoul), duc de Retz et seigneur de Machecoul, comte de Joigny, marquis de Belle-Île, marquis de La Garnache, baron de Mortagne et de La Hardouinaye, pair de France, général des Galères de France[n. 58], cousin germain et gendre du précédent.

```
Pierre de Gondi
 dit « Pierre de 
Joigny
 » (
1602
 à 
Paris
 - 29/04/
1676
 à 
Machecoul
), duc de 
Retz
 et seigneur de 
Machecoul
, comte de 
Joigny
, 
marquis
 de 
Belle-Île
, 
marquis
 de 
La Garnache
, 
baron
 de 
Mortagne
 et de La Hardouinaye, 
pair de France
, général des Galères de 
France
, 
cousin germain et gendre du précédent

x (août 
1633
) Catherine de 
Gondi
 (28/12/
1677
-18/09/
1677
)
[
n. 59
]

│
├──> Marie-Catherine Antoinette de 
Gondi
 (
1637
-01/07/
1716
), religieuse sous le nom de Sœur Antoinette de Sainte-Scholastique
│
└──> 
Paule-Marguerite Françoise de Gondi
 (12/03/
1655
 à 
Machecoul
 - 21/01/
1716
 à 
Paris
), duchesse de 
Retz
 et dame de 
Machecoul
, 
marquise
 de 
La Garnache
, comtesse de 
Joigny
, 
baronne
 de 
Mortagne
, 
qui suit
```

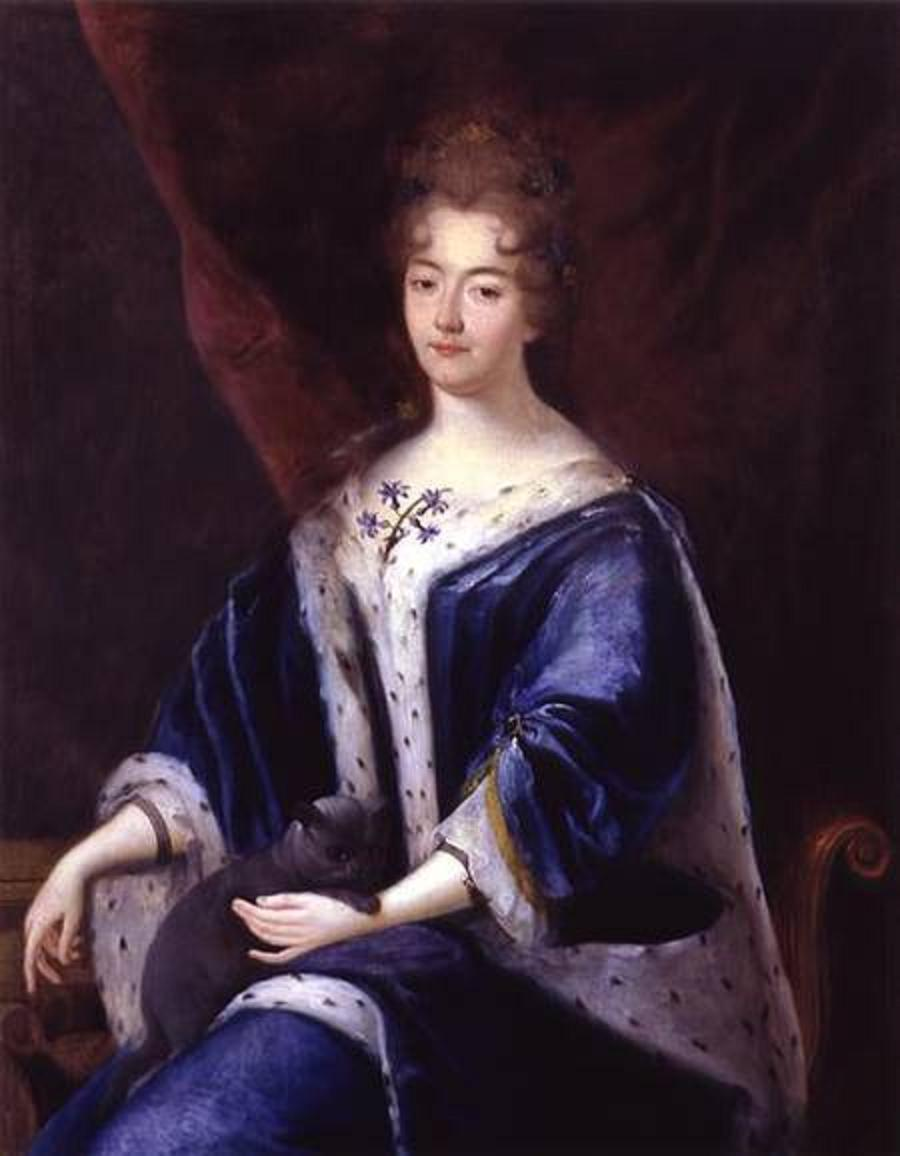
Paule-Marguerite Françoise de Gondi (1655-1716), dame de Machecoul de 1676 à 1716,
(musée de la Révolution française).

- 1676 - 1716 : Paule-Marguerite Françoise de Gondi[15] (12/03/1655 à Machecoul - 21/01/1716 à Paris), duchesse de Retz et dame de Machecoul, marquise de La Garnache, comtesse de Joigny, baronne de Mortagne, fille du précédent.

```
Paule-
Marguerite 
Françoise de Gondi
 (12/03/
1655
 à 
Machecoul
 - 21/01/
1716
 à 
Paris
), duchesse de 
Retz
 et dame de 
Machecoul
, 
marquise
 de 
La Garnache
, comtesse de 
Joigny
, 
baronne
 de 
Mortagne
, 
fille du précédent

x (12/03/
1675
) François Emmanuel de Blanchefort-
Créquy
 (décembre 
1645
-03/05/
1681
), duc de 
Retz
 et seigneur de 
Machecoul
 (du chef de sa femme), comte de Sault, duc de Lesdiguières et 
pair de France
, 
qui suit
```

## Maison de Créquy

Armoiries de la maison de Blanchefort-Créquy : « Coupé : au 1 : parti : a : d'or à deux lions léopardés de gueules, l'un sur l'autre (qui est de Blanchefort) ; b : d'or à un loup rampant d'azur (qui est d’Agoult) ; au 2 : tiercé en pal : a : d'azur à trois tours d'or (qui est de Montauban) ; b : d'azur à trois pals d'or et au chef du même (qui est de Vaisc) ; c : d'or à deux lions léopardés d'azur, l'un sur l'autre (qui est de Montlor) ; sur le tout, d'or au créquier de gueules (qui est de Créquy). ».

- 1676 - 1681 : François Emmanuel de Blanchefort-Créquy (décembre 1645-03/05/1681), duc de Retz et seigneur de Machecoul (du chef de sa femme), comte de Sault, duc de Lesdiguières et pair de France[n. 60], mari de la précédente.

```
François
 Emmanuel 
de 
Blanchefort-
Créquy
 (décembre 
1645
-03/05/
1681
), duc de 
Retz
 et seigneur de 
Machecoul
 (du chef de sa femme), comte de Sault, duc de Lesdiguières et 
pair de France
, 
mari de la précédente

x (12/03/
1675
) 
Paule-Marguerite Françoise de Gondi
 (12/03/
1655
 à 
Machecoul
 - 21/01/
1716
 à 
Paris
), duchesse de 
Retz
 et dame de 
Machecoul
, 
marquise
 de 
La Garnache
, comtesse de 
Joigny
, 
baronne
 de 
Mortagne
, 
qui précède

│
└──> Jean-François de Blanchefort-
Créquy
 (03/10/
1678
-06/10/
1703
 à 
Modène
 en 
Italie
)
     x (
1696
) Louise-Bernardine de Durfort
     │
     └──> 
Sans postérité
```

## Maison de Neufville-Villeroy

Armoiries de la Maison de Neufville de Villeroy : « D'azur au chevron d'or, accompagné de trois croisettes ancrées du même. »

À la mort de Paule-Marguerite Françoise de Gondi en 1716, la famille de Neufville-Villeroy (une ancienne famille aristocratique française, issue d'un Secrétaire des Finances de Louis XII) acquiert les duchés de Retz et de Beaupréau, alors dépourvus de titulaires. Les Neufville-Villeroy sont apparentés par les femmes aux Gondi (voir plus haut).
- 1716 - 1734 : Louis Nicolas VI de Neufville-Villeroy (24/12/1663 à Paris - 22/04/1734 à Paris), duc de Retz et seigneur de Machecoul, duc de Villeroy, duc de Beaupréau, marquis d'Alincourt[n. 61], petit-cousin de Paule-Marguerite Françoise de Gondi et arrière-petit-fils d'Henri de Gondi.

```
Louis 
Nicolas
 VI 
de Neufville-Villeroy
 (24/12/
1663
 à 
Paris
 - 22/04/
1734
 à 
Paris
), duc de 
Retz
 et seigneur de 
Machecoul
, duc de Villeroy, duc de 
Beaupréau
, marquis d'
Alincourt
, 
petit-cousin de 
Paule-Marguerite Françoise de Gondi
 et arrière-petit-fils d'
Henri de Gondi

x (23/04/
1694
) Marguerite Le Tellier de Louvois (????-
1711
)
[
n. 62
]

│
├──> 
Louis-François Anne de Neufville-Villeroy
 (13/10/
1695
-22/03/
1766
), duc de 
Retz
 et seigneur de 
Machecoul
, duc de Villeroy, duc de 
Beaupréau
, 
qui suit

│
├──> François Camille de 
Neufville-Villeroy
 (????-
1732
), duc d'
Alincourt

│    x Marie-Josèphe de Boufflers
│    │
│    └──> 
Gabriel Louis François de Neufville-Villeroy
 (08/10/
1731
-28/04/
1794
 à 
Paris
 sur l'échafaud), duc de 
Retz
 et seigneur de 
Machecoul
, marquis de Neufville, duc de Villeroy, duc de 
Beaupréau
 et d'
Alincourt
, comte de Sault, 
qui suit

│
├──> Marguerite Louise Sophie de 
Neufville-Villeroy
 (
1698
-
1716
)
│    x (
1716
) 
François d'Harcourt
 (
1689
-
1750
), 
maréchal de France

│
└──> Madeleine Angélique de 
Neufville-Villeroy
 (
1707
-
1787
)
     x (
1721
) Joseph Marie de Boufflers (
1706
-
1747
), duc de Boufflers
```

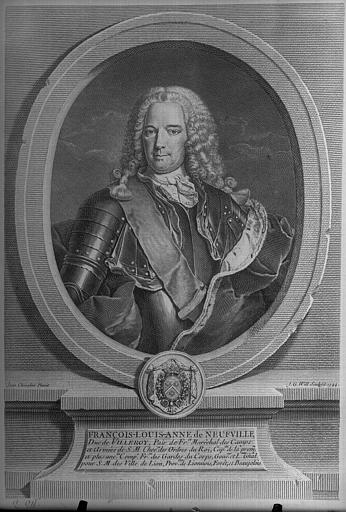
Louis-François Anne de Neufville-Villeroy (1695-1766), seigneur de Machecoul de 1734 à 1766.

- 1734 - 1766 : Louis-François Anne de Neufville-Villeroy (13/10/1695-22/03/1766), duc de Retz et seigneur de Machecoul, duc de Villeroy, duc de Beaupréau, fils du précédent.

```
Louis-François
 Anne 
de Neufville-Villeroy
 (13/10/
1695
-22/03/
1766
), duc de 
Retz
 et seigneur de 
Machecoul
, duc de Villeroy, duc de 
Beaupréau
, 
fils du précédent

x (15/04/
1716
) Marie Renée de 
Montmorency
-Luxembourg
[
n. 63
]

│
└──> 
Sans postérité
```

- 1766 - 1778 : Gabriel Louis François de Neufville-Villeroy (08/10/1731-28/04/1794 à Paris sur l'échafaud), duc de Retz et seigneur de Machecoul, marquis de Neufville, duc de Villeroy, duc de Beaupréau et d'Alincourt, comte de Sault[n. 64], neveu du précédent.

```
Gabriel
 Louis François 
de Neufville-Villeroy
 (08/10/
1731
-28/04/
1794
 à 
Paris
 sur l'échafaud), duc de 
Retz
 et seigneur de 
Machecoul
, marquis de Neufville, duc de Villeroy, duc de 
Beaupréau
 et d'
Alincourt
, comte de Sault, 
neveu du précédent

x (13/01/
1747
) Jeanne Louise Constance d'Aumont (
1731
-
1816
)
[
n. 65
]

│
└──> 
Sans postérité
```

## Maison de Brie-Serrant

Armoiries d'Alexandre de Brie-Serrant : « D'argent à quatre fasces de sable, au lion de gueules brochant sur le tout. »

Mis en vente en 1778, le duché de Retz, qui n'a plus d'héritier, est racheté par le marquis Alexandre de Brie-Serrant, non-apparenté aux précédents ducs de Retz.
- 1778 - 1790 : Clément Alexandre de Brie-Serrant (19/05/1748-1814), marquis de Serrant, page du roi Louis XV, chevalier, sous-lieutenant au régiment de Bourgogne, duc puis baron de Retz, seigneur de Machecoul.

Alexandre de Brie-Serrant « démantèle » alors le duché de Retz : il ne garde pour lui que les fiefs de Machecoul et Pornic, et vend, de 1780 à 1782, une énorme quantité de fiefs. Après ces aliénations, le domaine de Retz n'est plus considéré comme un duché, et est rétrogradé en une simple baronnie d'ancienneté. Le marquis Alexandre de Brie-Serrant est d'ailleurs titré « baron de Retz », comme ses prédécesseurs des XIIIe, XIVe et XVe siècles. 
Lorsque survient la Révolution française, le marquis Alexandre de Brie-Serrant est dépossédé de toutes ses terres en 1790, car le Pays de Retz tout entier est intégré au nouveau département créé : la Loire-Inférieure (qui deviendra l'actuelle Loire-Atlantique en 1957). Le Pays de Retz n'est alors plus qu'un souvenir historique et culturel. À Machecoul, son ancienne capitale depuis plus de deux siècles et le berceau des premiers seigneurs de Retz, le château de la ville tombe en ruine et est bientôt utilisé comme carrière de pierres pour reconstruire les maisons et les routes après la Révolution. Il n'en reste que quelques pans de murs aujourd'hui.

## Généalogie des seigneurs de Machecoul
Les trois arbres ci-après récapitulent la généalogie des seigneurs de Machecoul.
```
Gestin I
er
 de 
Retz
 (vers 
985
-????), seigneur de 
Sainte-Croix

x ?
│
└──> 
Harscoët I
er
 de 
Retz
 (vers 
1010
-vers 
1070
), seigneur de 
Sainte-Croix

     x Ulgarde (vers 
1015
-????)
     │
     ├──> 
Gestin II de 
Retz
 (vers 
1040
-après 
1083
), seigneur de 
Machecoul

     │    x ?
     │    │
     │    └──> 
Garsire I
er
 de 
Retz
 (vers 
1070
-vers 
1141
), seigneur de 
Machecoul
, seigneur de 
Retz

     │         x Béatrix (vers 
1080
-????)
     │         │
     │         ├──> 
Harscoët II de 
Retz
, seigneur de 
Machecoul
, seigneur de 
Retz

     │         │
     │         ├──> 
Garsire II de 
Retz
 (vers 
1105
-vers 
1160
), seigneur de 
Machecoul
, seigneur de 
Retz

     │         │    x ?
     │         │    │
     │         │    └──> Harscoët III de 
Retz
 (vers 
1135
-
1207
), seigneur de 
Retz

     │         │         x Stéphanie (vers 
1140
-vers 
1210
)
     │         │         │
     │         │         ├──> Garsire III de 
Retz
 (vers 
1165
-après 
1225
), seigneur de 
Retz

     │         │         │    x Eustachie (vers 
1180
-
1212
)
     │         │         │    │
     │         │         │    └──> Raoul III de 
Retz
 (vers 
1200
-20/03/
1252
), seigneur de 
Retz

     │         │         │         x Salvagie (ou Sauvage) de 
La Mothe-Achard
 (vers 
1205
-vers 
1250
)
     │         │         │         │
     │         │         │         ├──> Jeanne de 
Retz
 (vers 
1225
-????)
     │         │         │         │    x (vers 
1230
) Maurice II de Belleville (vers 
1215
-
1297
), seigneur de 
Luçon

     │         │         │         │
     │         │         │         └──> 
Eustachie « Aliette » de 
Retz
 (vers 
1228
-vers 
1265
), dame de 
Machecoul
, de 
Retz
, de 
Falleron
 et de 
Froidfond

     │         │         │              x (vers 
1244
) 
Gérard I
er
 
Chabot
 dit « Gérard I
er
 de 
Retz
 » (vers 
1197
-vers 
1264
), seigneur de 
Machecoul
 et de 
Retz
 (du chef de sa femme), seigneur de 
La Mothe-Achard
 et de La Maurière

     │         │         │              │
     │         │         │              ├──> Belle-Assez 
Chabot
 (vers 
1244
-????)
     │         │         │              │    x Brient II Le Bœuf
     │         │         │              │
     │         │         │              ├──> 
Gérard II 
Chabot
 dit « Gérard II de 
Retz
 » (vers 
1245
-
1298
), seigneur de 
Machecoul
, de 
Retz
, de 
La Mothe-Achard
, de La Maurière, de 
Falleron
 et de 
Froidfond

     │         │         │              │    x (en 
1264
) Emma de 
La Jaille
 (vers 
1245
-avant 
1269
), dame de 
Château-Gontier

     │         │         │              │    │
     │         │         │              │    ├──> Eustachie 
Chabot
 (vers 
1256
-vers 
1285
)
     │         │         │              │    │    x (10/10/
1271
) 
Jean I
er
 de Machecoul
 (vers 
1255
-28/11/
1308
), seigneur de 
Machecoul
, de Coché et de 
La Bénate

     │         │         │              │    │
     │         │         │              │    ├──> Isabeau 
Chabot
 (
1269
-
1289
)
     │         │         │              │    │    x (juin 
1284
) 
Olivier II de Machecoul
 (
1273
-mars 
1310
), seigneur de 
Saint-Philbert-de-Grand-Lieu

     │         │         │              │    │
     │         │         │              │    ├──> Thibaut 
Chabot

     │         │         │              │    │
     │         │         │              │    x (vers 
1274
) Jeanne de 
Craon
 (vers 
1260
-avant 
1289
), dame de Chaloché
     │         │         │              │    │
     │         │         │              │    ├──> 
Gérard III 
Chabot
 dit « Gérard III de 
Retz
 » « le Benoist » (vers 
1280
-avant le 22/01/
1338
), seigneur de 
Machecoul
 et de 
Retz

     │         │         │              │    │    x (14/07/
1299
) Marie Clémence de 
Parthenay
 (vers 
1280
-après le 08/10/
1359
), demoiselle de 
Parthenay
, dame de 
Saint-Étienne-de-Mer-Morte
 et de 
La Mothe-Achard

     │         │         │              │    │    │
     │         │         │              │    │    ├──> Jeanne 
Chabot
 dite « Jeanne de 
Retz
 » « la Folle » (vers 
1300
-
1341
)
     │         │         │              │    │    │    x 
Foulques I
er
 de Montmorency-Laval
 (????- 
1358
), seigneur de Challouyau
     │         │         │              │    │    │    │
     │         │         │              │    │    │    ├──> 
Guy I
er
 « Brunnor » de Montmorency-Laval
 (????-
1383
), seigneur de Challouyau, 
Chemillé
, 
Falleron
 et 
Froidfond

     │         │         │              │    │    │    │    x (
1358
) Jeanne de 
Montmorency
 (????-
1365
), dame de 
Blaison

     │         │         │              │    │    │    │    │
     │         │         │              │    │    │    │    ├──> 
Sans postérité

     │         │         │              │    │    │    │    │
     │         │         │              │    │    │    │    x Tiphaine « Étiennette » de 
Husson
, dame de 
Ducey

     │         │         │              │    │    │    │    │
     │         │         │              │    │    │    │    ├──> Foulques II de 
Montmorency
-
Laval
 (????-
1395
), seigneur de Challouyau, 
Chemillé
, 
Falleron
 et 
Froidfond

     │         │         │              │    │    │    │    │
     │         │         │              │    │    │    │    ├──> 
Guy II de Montmorency-Laval
, dit « Guy de 
Laval
-
Blaison
 » puis « 
Guy de Laval-Retz
 » (????-avant 
1416
, inhumé à l'église abbatiale de Buzay), 
baron
 de 
Retz
, seigneur de 
Machecoul
, seigneur de Challouyau, de 
Blaison
, de 
Chemillé
, de 
Falleron
 et de 
Froidfond

     │         │         │              │    │    │    │    │    x (février 
1404
) Marie de 
Craon
 (
1387
-28/10/
1415
), dame de 
Champtocé-sur-Loire
 et d'
Ingrandes

     │         │         │              │    │    │    │    │    │
     │         │         │              │    │    │    │    │    ├──> 
Gilles de Retz
 (septembre ou octobre 
1404
 au château de 
Machecoul
 - 26/10/
1440
 pendu et brûlé à 
Nantes
), 
baron
 de 
Retz
, seigneur de 
Machecoul
, 
Tiffauges
, 
Pouzauges
, 
Champtocé-sur-Loire
, 
Ingrandes
, 
La Bénate
, 
Le Coutumier
, 
Bourgneuf-en-Retz
 et 
Bouin
, comte de 
Brienne
, 
maréchal de France
, compagnon d'armes de 
Jeanne d'Arc

     │         │         │              │    │    │    │    │    │    x (30/11/
1420
 à 
Chalonnes-sur-Loire
) Catherine de 
Thouars
 (
1405
-02/12/
1462
), dame de 
Tiffauges
 et de 
Pouzauges

     │         │         │              │    │    │    │    │    │    │
     │         │         │              │    │    │    │    │    │    └──> 
Marie de 
Retz
 (
1429
-01/11/
1457
), 
baronne
 de 
Retz
, dame de 
Machecoul

     │         │         │              │    │    │    │    │    │         x (
1441
 à 
Tiffauges
) 
Prigent VII de Coëtivy
 (
1399
-01/11/
1450
 au siège de 
Cherbourg
), 
baron
 de 
Retz
 et seigneur de 
Machecoul
 (du chef de sa femme), 
amiral de France
, gouverneur de 
La Rochelle

     │         │         │              │    │    │    │    │    │         │
     │         │         │              │    │    │    │    │    │         ├──> 
Sans postérité

     │         │         │              │    │    │    │    │    │         │
     │         │         │              │    │    │    │    │    │         x (
1451
) 
André de Montfort-Laval
 dit « 
André de Lohéac
 » (
1408
 au château de 
Montsûrs
 - 29/12/
1486
 à 
Laval
), 
baron
 de 
Retz
 et seigneur de 
Machecoul
 (du chef de sa femme), seigneur de 
Lohéac
, 
Montjean
, 
amiral
 puis 
maréchal de France

     │         │         │              │    │    │    │    │    │         │
     │         │         │              │    │    │    │    │    │         └──> 
Sans postérité

     │         │         │              │    │    │    │    │    │
     │         │         │              │    │    │    │    │    └──> 
René de Retz
 (
1407
-30/10/
1473
), 
baron
 de 
Retz
, seigneur de 
Machecoul
, 
La Suze-sur-Sarthe
, Challouyau, 
Chemillé
, 
Falleron
 et 
Froidfond

     │         │         │              │    │    │    │    │         x Anne de Champagne (????-
1501
)
     │         │         │              │    │    │    │    │         │
     │         │         │              │    │    │    │    │         └──> 
Jeanne de 
Retz
 (avant 
1456
-après 
1473
), 
baronne
 de 
Retz
, dame de 
Machecoul
, Challouyau, 
Chemillé
, 
Falleron
, 
Froidfond
 et 
La Suze-sur-Sarthe

     │         │         │              │    │    │    │    │              x (13/04/
1457
) 
François de 
Chauvigny
 (vers 
1430
-15/03/
1491
 au 
château de Brosse
 à 
Chaillac
), 
baron
 de 
Retz
 et seigneur de 
Machecoul
 (du chef de sa femme), 
vicomte de Brosse

     │         │         │              │    │    │    │    │              │
     │         │         │              │    │    │    │    │              └──> 
André III de 
Chauvigny
 (????-04/01/
1503
), 
baron
 de 
Retz
 et seigneur de 
Machecoul
, prince de 
Déols
, comte de 
Châteauroux
, 
vicomte de Brosse
, seigneur de Challouyau, 
Chemillé
, 
Falleron
 et 
Froidfond

     │         │         │              │    │    │    │    │                   x (
1494
) Anne 
d'Orléans-Longueville
 (
1468
-
1499
)
     │         │         │              │    │    │    │    │                   │
     │         │         │              │    │    │    │    │                   ├──> 
Sans postérité

     │         │         │              │    │    │    │    │                   │
     │         │         │              │    │    │    │    │                   x (26/07/
1499
 à 
Saint-Pierre-le-Moûtier
) 
Louise de Bourbon-Montpensier
 (vers 
1482
-15/07/
1562
), 
duchesse de Montpensier
, 
dauphine d'Auvergne
, comtesse de 
Mortain

     │         │         │              │    │    │    │    │                   │
     │         │         │              │    │    │    │    │                   └──> 
Sans postérité

     │         │         │              │    │    │    │    │
     │         │         │              │    │    │    │    x Clémence du Guesclin
     │         │         │              │    │    │    │
     │         │         │              │    │    │    ├──> Marie « Jeanne » de 
Montmorency
-
Laval
 (vers 
1325
-????)
     │         │         │              │    │    │    │    x mariée à Éon « Guillaume » Sauvage, seigneur du Plessis-Guerrif
     │         │         │              │    │    │    │    │
     │         │         │              │    │    │    │    ├──> Jeanne Sauvage
     │         │         │              │    │    │    │    │    x Gilles de Clérembault
     │         │         │              │    │    │    │    │
     │         │         │              │    │    │    │    └──> … Sauvage
     │         │         │              │    │    │    │         x ?
     │         │         │              │    │    │    │         │
     │         │         │              │    │    │    │         └──> … Sauvage
     │         │         │              │    │    │    │              x ?
     │         │         │              │    │    │    │              │
     │         │         │              │    │    │    │              └──> 
Tanneguy Sauvage (
1430
-
1503
), sire du Plessix-Guerrif, prétendant à la succession de la 
baronnie
 de 
Retz

     │         │         │              │    │    │    │
     │         │         │              │    │    │    ├──> Philippa de 
Montmorency
-
Laval
 (????-vers 
1403
)
     │         │         │              │    │    │    │    x « Alain » André de 
Saffré
 (????-01/09/
1407
), chevalier, seigneur de 
Saffré
 et de 
Sion

     │         │         │              │    │    │    │    │
     │         │         │              │    │    │    │    ├──> Alain de 
Saffré
 (????-avant 01/09/
1407
)
     │         │         │              │    │    │    │    │
     │         │         │              │    │    │    │    └──> Jeanne de 
Saffré
 (????-28/11/
1459
), dame de 
Frossay

     │         │         │              │    │    │    │         x (
1416
) Jean II de Tournemine (????-
1427
 au 
Mont-Saint-Michel
), 
baron
 de 
La Hunaudaye

     │         │         │              │    │    │    │         │
     │         │         │              │    │    │    │         ├──> Gilles de Tournemine (????-
1475
), seigneur de 
Frossay

     │         │         │              │    │    │    │         │    x Béatrix de La Porte de Vezins
     │         │         │              │    │    │    │         │    x Marie de Villiers
     │         │         │              │    │    │    │         │    │
     │         │         │              │    │    │    │         │    ├──> Jean de Tournemine
     │         │         │              │    │    │    │         │    │
     │         │         │              │    │    │    │         │    ├──> François de Tournemine (????-03/02/
1500
), baron de 
La Hunaudaye
, seigneur de 
Saffré
, baron du Hommet, connétable de 
Normandie

     │         │         │              │    │    │    │         │    │    x Marguerite de Pont-l'Abbé, dame de Ploesquellec, 
Callac
, Trogoff et Coetanfao
     │         │         │              │    │    │    │         │    │    x Jacqueline de 
Tréal

     │         │         │              │    │    │    │         │    │
     │         │         │              │    │    │    │         │    └──> 
Georges de Tournemine (????-14/05/
1524
), 
baron
 de 
La Hunaudaye
 et du Hommet, connétable héréditaire de 
Normandie
, prétendant à la succession de la 
baronnie
 de 
Retz

     │         │         │              │    │    │    │         │         x Renée de Villebranche
     │         │         │              │    │    │    │         │         │
     │         │         │              │    │    │    │         │         ├──> 
Françoise de Tournemine, dame de 
La Hunaudaye
, prétendante à la succession de la 
baronnie
 de 
Retz

     │         │         │              │    │    │    │         │         │    x (
1516
) Jacques de 
Montjean
 (????-21/12/
1517
), seigneur de 
Renac

     │         │         │              │    │    │    │         │         │    x (
1520
) Pierre de 
Montfort-Laval
 (01/02/
1489
-08/11/
1521
), seigneur de Montafilant
     │         │         │              │    │    │    │         │         │    x 
René de Montjean
 (????-septembre 
1538
 à 
Turin
), 
maréchal de France
, gouverneur du Piémont
     │         │         │              │    │    │    │         │         │    x (
1525
) 
Claude d'Annebault
 (ou Claude d'Ailly) (
1495
-02/11/
1552
 à 
La Fère
), seigneur d'
Annebault
 et de Saint-Pierre, 
maréchal de France
 et 
amiral de France
, prétendant à la succession de la 
baronnie
 de 
Retz
 (du chef de sa femme)

     │         │         │              │    │    │    │         │         │    │
     │         │         │              │    │    │    │         │         │    ├──> 
Jean III d'
Annebault
 (????-
1562
 à la 
bataille de Dreux
), 
baron
 de 
Retz
, seigneur de 
Machecoul
, 
Annebault
 et 
La Hunaudaye
, gentilhomme de la chambre de 
Charles IX
, capitaine de Conches et d'
Évreux

     │         │         │              │    │    │    │         │         │    │    x Antoinette de La Baume-Montrevel (????-04/09/
1572
), comtesse de 
Châteauvillain

     │         │         │              │    │    │    │         │         │    │    │
     │         │         │              │    │    │    │         │         │    │    ├──> Diane d'
Annebault
 (????-23/12/
1560
)
     │         │         │              │    │    │    │         │         │    │    │
     │         │         │              │    │    │    │         │         │    │    x (
1561
) 
Claude Catherine de Clermont
 (
1543
 à 
Paris
 - 18/02/
1603
 à 
Paris
), 
baronne
 puis duchesse de 
Retz
 et dame de 
Machecoul
, 
baronne
 de 
Dampierre
, 
pair de France
, 
salonnière
 
française
, dame d'honneur de 
Catherine de Médicis
, gouvernante des enfants de France

     │         │         │              │    │    │    │         │         │    │    │
     │         │         │              │    │    │    │         │         │    │    └──> 
Sans postérité

     │         │         │              │    │    │    │         │         │    │
     │         │         │              │    │    │    │         │         │    └──> Marie Madeleine d'
Annebault
 (????-03/06/
1568
), vicomtesse de 
Pont-Audemer

     │         │         │              │    │    │    │         │         │         x Gabriele de Saluces (????-juin 
1548
), marquis de Saluces 
     │         │         │              │    │    │    │         │         │         x Jacques de Silly (????-
1570
), comte de 
La Rochepot
, seigneur de 
La Roche-Guyon
 et de Montmirail
     │         │         │              │    │    │    │         │         │
     │         │         │              │    │    │    │         │         x Anne de 
Montjean
 (????-après 1543), dame de 
Montjean

     │         │         │              │    │    │    │         │
     │         │         │              │    │    │    │         ├──> Pierre de Tournemine, seigneur de Barac'h
     │         │         │              │    │    │    │         │
     │         │         │              │    │    │    │         ├──> Jean de Tournemine (????-
1477
), grand-veneur de 
Bretagne

     │         │         │              │    │    │    │         │    x Mathurine du Perrier (????-
1506
)
     │         │         │              │    │    │    │         │    │
     │         │         │              │    │    │    │         │    ├──> François de Tournemine (
1457
-29/10/
1529
), 
baron
 de 
La Hunaudaye
, seigneur de La Guerche et de La Poterie, ambassadeur en 
Hongrie

     │         │         │              │    │    │    │         │    │
     │         │         │              │    │    │    │         │    ├──> Alain de Tournemine, homme d'armes
     │         │         │              │    │    │    │         │    │
     │         │         │              │    │    │    │         │    ├──> Raoul de Tournemine (vers 
1460
-????), 
chevalier
, ambassadeur à 
Rome
 et en 
Angleterre

     │         │         │              │    │    │    │         │    │    x Marguerite Caillon
     │         │         │              │    │    │    │         │    │
     │         │         │              │    │    │    │         │    └──> Olivier de Tournemine
     │         │         │              │    │    │    │         │
     │         │         │              │    │    │    │         ├──> Geoffroy de Tournemine
     │         │         │              │    │    │    │         │
     │         │         │              │    │    │    │         ├──> « Jacquemine » Jacqueline de Tournemine (????-
1471
)
     │         │         │              │    │    │    │         │    x (19/11/
1438
) Jean de 
Coëtquen
 (????-16/12/
1491
), 
chambellan
 du roi de 
France
, grand maître de 
Bretagne

     │         │         │              │    │    │    │         │
     │         │         │              │    │    │    │         └──> Amice de Tournemine
     │         │         │              │    │    │    │
     │         │         │              │    │    │    x Jean de La Musse-Ponthus, seigneur de Challouyau
     │         │         │              │    │    │
     │         │         │              │    │    ├──> 
Gérard IV 
Chabot
 dit « Gérard IV de 
Retz
 » (vers 
1300
-15/09/
1344
), 
baron
 de 
Retz
, seigneur de 
Machecoul
 et de 
La Mothe-Achard

     │         │         │              │    │    │    x Catherine de 
Montmorency
-
Laval
 (vers 
1300
-????), dame d'
Avrilly

     │         │         │              │    │    │    │
     │         │         │              │    │    │    └──> 
Gérard V 
Chabot
 dit « Gérard V de 
Retz
 » (vers 
1320
-vers 
1399
), 
baron
 de 
Retz
, seigneur de 
Machecoul
, 
La Mothe-Achard
 et 
Avrilly

     │         │         │              │    │    │         x Philippa (ou Philippette) Bertrand (vers 
1320
-après le 05/02/
1398
), dame de 
Roncheville

     │         │         │              │    │    │         │
     │         │         │              │    │    │         ├──> 
Jeanne 
Chabot
 dite « Jeanne de 
Retz
 » « la Sage » (
1331
-16/01/
1406
), dame de 
Retz
, 
Machecoul
, 
La Mothe-Achard
 et 
Avrilly

     │         │         │              │    │    │         │    x Roger de Beaufort
     │         │         │              │    │    │         │    │
     │         │         │              │    │    │         │    ├──> 
Sans postérité

     │         │         │              │    │    │         │    │
     │         │         │              │    │    │         │    x François de Chauvigné
     │         │         │              │    │    │         │    │
     │         │         │              │    │    │         │    ├──> 
Sans postérité

     │         │         │              │    │    │         │    │
     │         │         │              │    │    │         │    x (08/06/
1379
) 
Jean de 
Parthenay
 (????-
1427
), 
baron
 de 
Retz
 et seigneur de 
Machecoul
 (du chef de sa femme), 
sénéchal
 du 
Poitou
, seigneur de 
Parthenay
, de 
Mathefelon
, de 
Secondigny
, de Coudray-Salbart, de 
Mervent
 et de 
Châtelaillon

     │         │         │              │    │    │         │    │
     │         │         │              │    │    │         │    └──> 
Sans postérité

     │         │         │              │    │    │         │
     │         │         │              │    │    │         └──> Gérard VI 
Chabot
 dit « Gérard VI de 
Retz
 » (
1344
-
1364
), 
baron
 héritier de 
Retz
 seigneur héritier de 
Machecoul
, 
La Mothe-Achard
 et 
Avrilly

     │         │         │              │    │    │              x (avant 
1364
) 
Marguerite de Sancerre
 (vers 
1358
-
1419
), 
comtesse de Sancerre
, dame de 
Sagonne
, de 
Marmande
, de 
Charenton-du-Cher
, de 
Meillant
 et de 
Faye-la-Vineuse

     │         │         │              │    │    │              │
     │         │         │              │    │    │              └──> 
Sans postérité

     │         │         │              │    │    │
     │         │         │              │    │    └──> Marguerite 
Chabot
 (????-
1333
)
     │         │         │              │    │         x (
1323
) Hervé de Léon, seigneur de Noyans
     │         │         │              │    │
     │         │         │              │    x (avant 
1289
) Marguerite des Barres (vers 
1265
-????)
     │         │         │              │
     │         │         │              ├──> Agnès 
Chabot
 (vers 
1245
-????)
     │         │         │              │    x (vers 
1270
) Thibaut de 
Beaumont
-
Bressuire
 (vers 
1230
-avant 
1290
), 
chevalier
 de 
Beaumont
-
Bressuire

     │         │         │              │
     │         │         │              ├──> Guillaume 
Chabot
 (vers 
1248
-avant 
1288
), seigneur de 
La Mothe-Achard
, de La Maurière, de 
Saint-Hilaire-le-Vouhis
, de 
Falleron
 et de 
La Saussaye

     │         │         │              │    x Marguerite de 
Bourgneuf

     │         │         │              │    │
     │         │         │              │    ├──> Simon 
Chabot

     │         │         │              │    │
     │         │         │              │    x Guillemette de Pressay
     │         │         │              │
     │         │         │              ├──> Raoul 
Chabot
 (????-
1288
)
     │         │         │              │
     │         │         │              └──> Eustachie 
Chabot

     │         │         │                   x Béraud de 
Maillé

     │         │         │
     │         │         └──> Eustachie de 
Retz
 (
1170
-????)
     │         │              x (05/03/
1180
 à 
Nantes
) André de 
Vitré
, seigneur d'
Aubigné
 (
1154
-
1211
)
     │         │
     │         ├──> Agnès de 
Retz

     │         │
     │         └──> 
Raoul I
er
 de 
Retz
 dit « 
Raoul I
er
 de Machecoul
 » (vers 
1106
-vers 
1162
), seigneur de 
Machecoul

     │              x Marie Talvas (vers 
1101
-????), dame de Montgomery et de 
Bellême

     │              │
     │              ├──> 
Béatrice 
I
re
 de Machecoul
 (vers 
1140
-????), dame de 
Bellême

     │              │    x Renaud de 
La Jaille
 (vers 
1142
-
1190
), seigneur de 
Château-Gontier

     │              │
     │              └──> 
Bernard de Machecoul
 (vers 
1140
-vers 
1212
), seigneur de 
Machecoul
 et de 
La Bénate

     │                   x (vers 
1180
) Aénor (ou Éléonore) de Tonnay (vers 
1165
-????), dame de 
Luçon

     │                   │
     │                   ├──> 
Raoul II de Machecoul
 (vers 
1183
-
1214
), seigneur de 
Machecoul
 et de 
Luçon

     │                   │    │
     │                   │    └──> 
Sans postérité

     │                   │
     │                   └──> 
Béatrice II de Machecoul
 (vers 
1185
-
1235
, inhumée à l'abbaye des 
Fontenelles
), dame de 
Machecoul
, de 
Luçon
 et de 
La Roche-sur-Yon

     │                        x Guillaume de Mauléon (vers 
1150
-
1214
), seigneur de 
Talmont

     │                        │
     │                        ├──> 
Sans postérité

     │                        │
     │                        x (avant 
1214
) 
Aimery VIII de Thouars
 (vers 
1187
-
1246
), seigneur de 
Machecoul
 (du chef de sa femme), vicomte de 
La Chaize

     │                        │
     │                        ├──> 
Jeanne de 
Thouars
 (vers 
1217
-après 
1258
), dame de 
Machecoul
, de 
Luçon
 et de 
La Roche-sur-Yon

     │                        │    x (vers 
1235
) 
Hardouin V de 
Maillé
 (
1223
-
1243
), 
baron
 de 
Maillé
, seigneur de 
Machecoul
 (du chef de sa femme), 
sénéchal
 de 
Poitou

     │                        │    x 
Maurice II de Belleville (vers 
1215
-
1297
), seigneur de 
Machecoul
 (du chef de sa femme), seigneur de 
Luçon

     │                        │
     │                        └──> Aimery de 
Thouars
 (????-
1218
), seigneur de 
Machecoul
 et de 
La Roche-sur-Yon

     │
     ├──> Urwoit de 
Retz

     │
     ├──> Hilaire de 
Retz

     │
     └──> Aldroin de 
Retz
```

Marguerite de Montaigu (vers 1189-????), grand-tante par alliance de Jeanne de Thouars (vers 1217-après 1258), hérite de la seigneurie de Machecoul. Machecoul passe ensuite à son mari Pierre Ier de Dreux (1190-06/07/1250) puis au fils de ce dernier, Olivier de Dreux (vers 1231-18/12/1279), avant d'être rendue à Jeanne de Thouars.
```
Pierre I
er
 de Dreux
 dit « 
Pierre Mauclerc
 » ou « 
Pierre de Braine
 » (
1190
-06/07/
1250
), 
duc de Bretagne
, 
comte
 de 
Dreux
, seigneur de 
Machecoul
 (du chef de sa femme)

x (mars 
1213
) 
Alix de Thouars
 dite « 
Alix de Bretagne
 » (
1201
-21/10/
1221
), 
duchesse de Bretagne

│
├──> 
Jean de Dreux
 dit « 
Jean I
er
 de Bretagne
 », « 
Jean I
er
 le Roux
 » (
1217
-08/10/
1286
), 
duc de Bretagne

│
├──> 
Yolande de Dreux
 dite « 
Yolande de Bretagne
 », « 
Yolande de Penthièvre
 » (
1218
-10/10/
1272
), comtesse de 
Penthièvre
 et de 
Porhoet

│
├──> Arthur de Dreux dit « Arthur de 
Bretagne
 » (
1220
-
1224
)
│
x (vers 
1230
) Nicole
│
├──> 
Olivier de Dreux dit « Olivier de Braine » puis « Olivier I
er
 de Machecoul
 » (vers 
1231
-18/12/
1279
), seigneur de 
Machecoul
, 
Montaigu
 et 
La Garnache

│    x (vers 
1250
) Amicie de Coché (
1235
-28/11/
1268
), marquise de 
Souché
, dame de Coché, 
La Bénate
 et 
Le Coutumier

│    │
│    ├──> 
Nicole de Machecoul
 (après 
1250
-????), dame de Boisrouault
│    │
│    ├──> 
Jean I
er
 de Machecoul
 (vers 
1255
-28/11/
1308
), seigneur de 
Machecoul
, Coché et 
La Bénate

│    │
│    x (en 
1268
) Eustachie de 
Vitré
 (vers 
1240
-après 
1288
), dame de Hugetières
│    │
│    ├──> 
Thomasse de Machecoul
 (
1270
-après 
1333
)
│    │
│    ├──> 
Isabeau (ou Jeanne ?) de Machecoul
 (
1272
-23/09/
1316
 à 
Rennes
), dame des 
Huguetières

│    │
│    ├──> 
Olivier II de Machecoul
 (
1273
-mars 
1310
), seigneur de 
Saint-Philbert-de-Grand-Lieu

│    │
│    └──> 
Louise de Machecoul
 (
1276
-
1307
)
│
x 
Marguerite de 
Montaigu
 (vers 
1189
-après 
1241
), dame de 
Machecoul
, de 
La Garnache
, de 
Montaigu
, de 
Vihiers
 et de 
Commequiers
```

Pour la suite de cette descendance, lire :

La seconde épouse de Jean d'Annebault, Claude Catherine de Clermont, acquiert en toute propriété la baronnie de Retz de son mari « tant par composition de douaire que par donation et remboursement de deniers dotaux ». La baronnie passe alors à son second mari, Albert de Gondi, qui va devenir le nouveau baron de Retz du chef de sa femme.
```
Albert de Gondi
 (Albèrto 
Gondi
) dit « le Maréchal de 
Retz
 » (04/11/
1522
 à 
Florence
 en 
Italie
 - 21/04/
1602
 à 
Paris
), 
baron
 puis duc de 
Retz
 et seigneur de 
Machecoul
 (du chef de sa femme), seigneur du 
Perron
, 
comte
 puis 
marquis
 de 
Belle-Île
 et des 
Îles d'Hyères
, 
pair de France
, Général des Galères de 
France
, 
maréchal de France

x (04/09/
1565
) 
Claude Catherine de Clermont
 (
1543
 à 
Paris
 - 18/02/
1603
 à 
Paris
), 
baronne
 puis duchesse de 
Retz
 et dame de 
Machecoul
, 
baronne
 de 
Dampierre
, 
pair de France
, 
salonnière
 
française
, dame d'honneur de 
Catherine de Médicis
, gouvernante des enfants de France

│
├──> 
Charles de Gondi
 (
1569
-22/05/
1596
 au 
Mont-Saint-Michel
), 
marquis
 de 
Belle-Île
, général des Galères de 
France

│    x (01/03/
1588
 à 
Paris
) Antoinette d'
Orléans-Longueville
 (
1574
-25/04/
1618
 à 
Poitiers
), dame de 
Château-Gontier
, religieuse sous le nom de Sœur Antoinette de Sainte-Scholastique
│    │
│    └──> 
Henri de Gondi
 (
1590
-12/08/
1659
), duc de 
Retz
 et seigneur de 
Machecoul
, duc de 
Beaupréau
, 
marquis
 de 
Belle-Île
 et des 
Îles d'Hyères
, 
pair de France

│         x (15/05/
1610
) Jeanne de 
Scépeaux
 (????-20/11/
1620
), duchesse de 
Beaupréau
, comtesse de 
Chemillé

│         │
│         ├──> Catherine de 
Gondi
 (28/12/
1612
-18/09/
1677
)
│         │    x (août 
1633
) 
Pierre de Gondi
 dit « Pierre de 
Joigny
 » (
1602
 à 
Paris
 - 29/04/
1676
 à 
Machecoul
), duc de 
Retz
 et seigneur de 
Machecoul
, comte de 
Joigny
, 
marquis
 de 
Belle-Île
, 
marquis
 de 
La Garnache
, 
baron
 de 
Mortagne
 et de La Hardouinaye, 
pair de France
, général des Galères de 
France

│         │    │
│         │    ├──> Marie-Catherine Antoinette de 
Gondi
 (
1637
-01/07/
1716
), religieuse sous le nom de Sœur Antoinette de Sainte-Scholastique
│         │    │
│         │    └──> 
Paule-Marguerite Françoise de Gondi
 (12/03/
1655
 à 
Machecoul
 - 21/01/
1716
 à 
Paris
), duchesse de 
Retz
 et dame de 
Machecoul
, 
marquise
 de 
La Garnache
, comtesse de 
Joigny
, 
baronne
 de 
Mortagne

│         │         x (12/03/
1675
) 
François Emmanuel de Blanchefort-
Créquy
 (décembre 
1645
-03/05/
1681
), duc de 
Retz
 et seigneur de 
Machecoul
 (du chef de sa femme), comte de Sault, duc de Lesdiguières et 
pair de France

│         │         │
│         │         └──> Jean-François de Blanchefort-
Créquy
 (03/10/
1678
-06/10/
1703
 à 
Modène
 en 
Italie
)
│         │              x (
1696
) Louise-Bernardine de Durfort
│         │              │
│         │              └──> 
Sans postérité

│         │
│         └──> Marguerite Françoise de 
Gondi
 (18/04/
1615
-31/05/
1670
), duchesse de 
Beaupréau
, comtesse de 
Chemillé

│              x (03/05/
1644
) 
Louis de Cossé-Brissac
 (05/09/
1625
-26/02/
1661
), duc de Brissac
│              │
│              ├──> Henri-Albert de Cossé-Brissac (
1645
-29/12/
1698
), duc de Brissac
│              │    x Gabrielle Louise de Rouvroy-Saint-Simon (
1646
-
1684
)
│              │    │
│              │    ├──> 
Sans postérité

│              │    │
│              │    x Élisabeth de Verthamon (
1658
-
1721
)
│              │
│              └──> Marguerite-Marie de Cossé-Brissac (
1648
-
1708
)
│                   x (28/03/
1662
) 
François de Neufville-Villeroy
 (07/04/
1644
 à 
Lyon
 - 18/07/
1730
 à 
Paris
), duc de Villeroy, 
maréchal de France

│                   │
│                   ├──> 
Louis Nicolas VI de Neufville-Villeroy
 (24/12/
1663
-22/04/
1734
), duc de 
Retz
 et seigneur de 
Machecoul
, duc de Villeroy, duc  de 
Beaupréau
, marquis d'
Alincourt

│                   │    x (23/04/
1694
) Marguerite Le Tellier de Louvois (????-
1711
)
│                   │    │
│                   │    ├──> 
Louis-François Anne de Neufville-Villeroy
 (13/10/
1695
-22/03/
1766
), duc de 
Retz
 et seigneur de 
Machecoul
, duc de Villeroy, duc de 
Beaupréau

│                   │    │    x (15/04/
1716
) Marie Renée de 
Montmorency
-Luxembourg
│                   │    │    │
│                   │    │    └──> 
Sans postérité

│                   │    │
│                   │    ├──> François Camille de 
Neufville-Villeroy
 (????-
1732
), duc d'
Alincourt

│                   │    │    x Marie-Josèphe de Boufflers
│                   │    │    │
│                   │    │    └──> 
Gabriel Louis François de Neufville-Villeroy
 (08/10/
1731
-28/04/
1794
 à 
Paris
 sur l'échafaud), duc de 
Retz
 et seigneur de 
Machecoul
, marquis de Neufville, duc de Villeroy, duc de 
Beaupréau
 et d'
Alincourt
, comte de Sault

│                   │    │         x (13/01/
1747
) Jeanne Louise Constance d'Aumont (
1731
-
1816
)
[
n. 65
]

│                   │    │         │
│                   │    │         └──> 
Sans postérité

│                   │    │
│                   │    ├──> Marguerite Louise Sophie de 
Neufville-Villeroy
 (
1698
-
1716
)
│                   │    │    x (
1716
) 
François d'Harcourt
 (
1689
-
1750
), 
maréchal de France

│                   │    │
│                   │    └──> Madeleine Angélique de 
Neufville-Villeroy
 (
1707
-
1787
)
│                   │         x (
1721
) Joseph Marie de Boufflers (
1706
-
1747
), duc de Boufflers
│                   │
│                   ├──> Madeleine Thérèse de 
Neufville-Villeroy
 (
1666
-
1723
), religieuse
│                   │
│                   ├──> Camille de 
Neufville-Villeroy

│                   │
│                   ├──> Catherine Anne de 
Neufville-Villeroy
 (
1674
-
1715
), religieuse
│                   │
│                   ├──> François Paul de 
Neufville-Villeroy
 (
1677
-
1731
), archevêque de 
Lyon

│                   │
│                   ├──> François-Catherine de 
Neufville-Villeroy
 (????-
1700
)
│                   │
│                   └──> Françoise Madeleine de 
Neufville-Villeroy

│                        x Jean de Sousa, comte de Prado
│
├──> Claude-Marguerite de 
Gondi
 (
1570
-26/08/
1650
)
│    x (07/01/
1588
) Florimond de Hallwin (????-
1592
), 
marquis
 de Piennes et de Maignelais
│
├──> Françoise de 
Gondi
 (????-
1627
)
│    x (26/10/
1587
) 
Lancelot Grognet de Vassé
, seigneur d'Esguilly, Classé, Rouessé et Courmenant
│
├──> Gabrielle de 
Gondi

│    x (11/12/
1594
) Claude de Bossut, seigneur d'Escry
│
├──> Hippolyte de 
Gondi
 (????-
1646
)
│    x (18/01/
1607
) Léonor de La Magdelaine, 
marquis de Ragny

│
├──> 
Henri de Gondi
 (
1572
 à 
Paris
 - 13/08/
1622
), 
cardinal
 de 
Retz
, 
évêque de Paris

│
├──> Louise de 
Gondi
 (
1572
-29/08/
1661
), religieuse
│
├──> Madeleine de 
Gondi
 (????-08/06/
1662
), religieuse
│
├──> 
Philippe-Emmanuel de Gondi
 (
1581
-29/06/
1662
), comte de 
Joigny
, 
marquis
 de 
Belle-Île
, 
baron
 de Montmirel, seigneur de 
Dampierre
 et de 
Villepreux
, général des Galères de 
France

│    x (11/06/
1604
) Françoise Marguerite de Silly (????-
1625
), dame de 
Commercy

│    │
│    ├──> 
Pierre de Gondi
 dit « Pierre de 
Joigny
 » (
1602
 à 
Paris
 - 29/04/
1676
 à 
Machecoul
), duc de 
Retz
 et seigneur de 
Machecoul
, comte de 
Joigny
, 
marquis
 de 
Belle-Île
, 
marquis
 de 
La Garnache
, 
baron
 de 
Mortagne
 et de La Hardouinaye, 
pair de France
, général des Galères de 
France

│    │    x Catherine de 
Gondi
 (28/12/
1612
-18/09/
1677
) (
Voir plus haut
)
│    │    │
│    │    └──> 
Voir plus haut

│    │
│    ├──> 
Jean-François Paul de Gondi
 dit « le Cardinal de 
Retz
 » (20/09/
1613
-24/08/
1679
 à 
Paris
), seigneur de 
Commercy
, cardinal, archevêque de 
Corinthe
, archevêque de 
Paris
, évêque de 
Langres
, abbé de 
Saint-Denis
, abbé commendataire des abbayes Saint-Aubin d'
Angers
, 
La Chaume
 et Buzay
│    │
│    └──> Henri de 
Gondi
, 
marquis
 de 
Belle-Île

│
└──> 
Jean-François de Gondi
 (
1584
-21/03/
1654
 à 
Paris
), 
cardinal
 de 
Retz
, 
premier archevêque de Paris
```